# Ciclovía

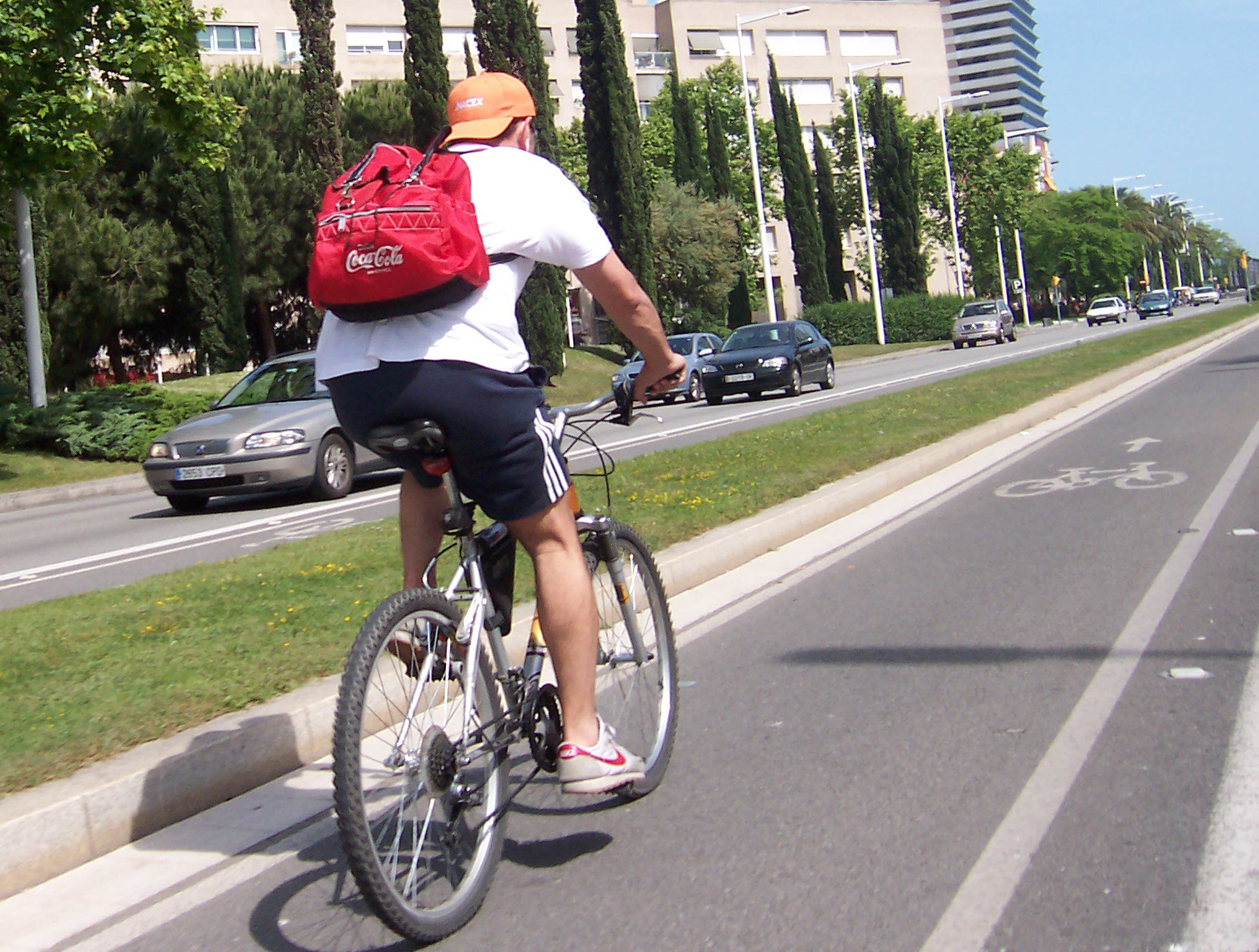
Vía segregada en Barcelona, España.

Una ciclovía (también, carril bici, bicisenda, ciclorruta, vía ciclista o ciclopista) es una zona de la infraestructura pública o cualquier otra destinada de forma exclusiva para la circulación de bicicletas. La ciclovía puede ser cualquier carril de una vía pública que ha sido señalizado apropiadamente para este propósito o una vía creada independiente donde solo se permite el tránsito de bicicletas.

## Historia

### Periodo antes del automóvil

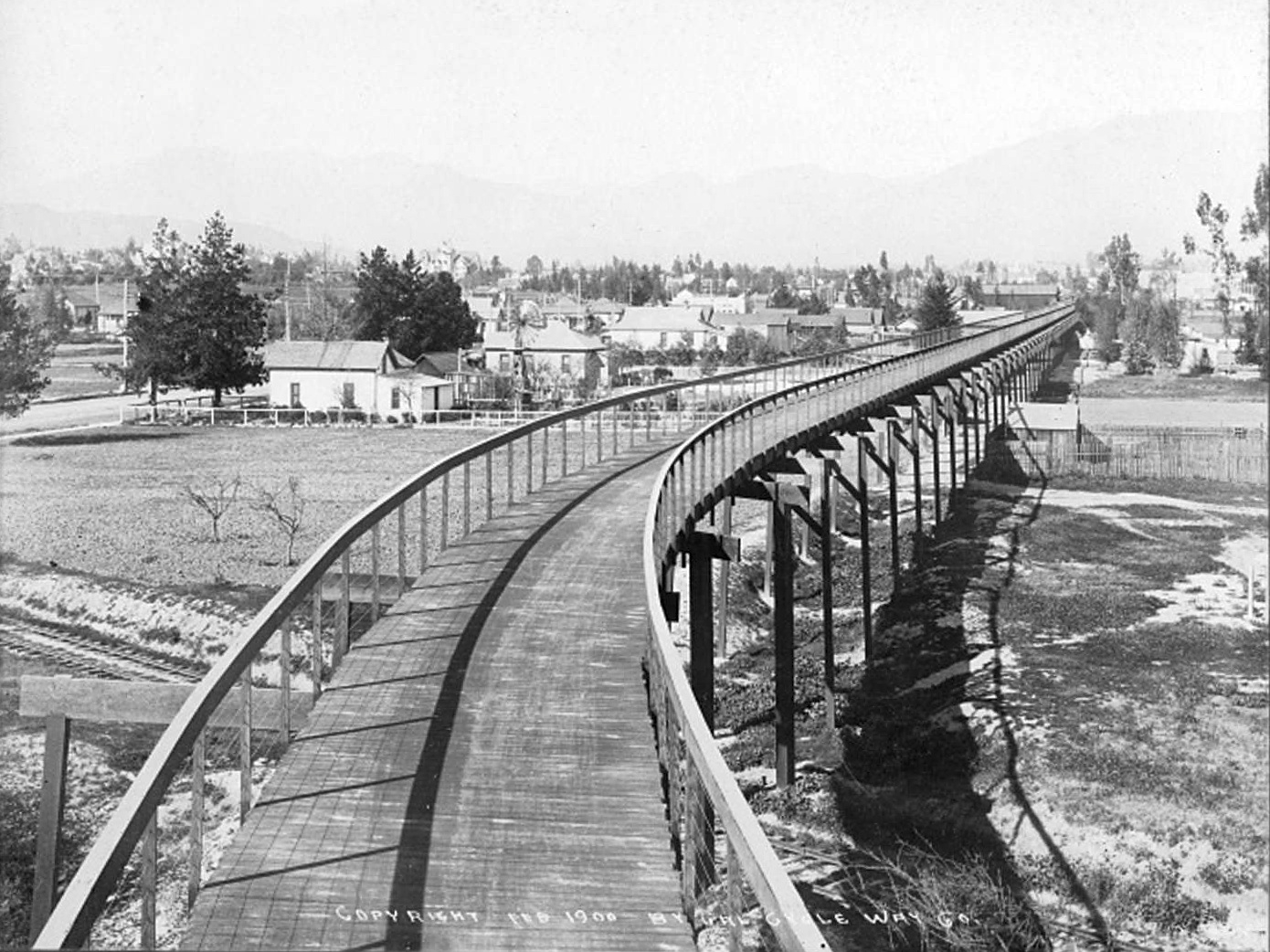
La ciclovía California Cycleway inaugurada en 1900.

A finales del siglo XIX, el ciclismo fue creciendo a partir de una afición a una forma establecida de transporte. Los ciclistas hicieron campaña para mejorar las existentes, a menudo mal asfaltadas, carreteras y caminos. Un grupo de EE. UU. era el Good Roads Movement (Movimiento de los buenos caminos). En el Reino Unido, Cyclists' Touring Club (CTC), (los Ciclistas Touring Club) distribuye un tratado titulado Roads (Caminos): Su construcción y mantenimiento. En los Países Bajos la bicicleta se introdujo en 1870 y la década de 1920 fue el modo más popular de transporte (alrededor del 75%). El primer camino para bicicleta fue un tramo pavimentado de 1.4 km construido con dos carriles para bicicletas al costado de la carretera adoquinada Breda - Tilburg.
Después de esta exitosa instalación numerosos senderos para bicicletas separados de la carretera fueron construidos por las asociaciones de ciclistas de ruta en Alemania, surgieron preocupaciones respecto a los conflictos entre los ciclistas, el tráfico de caballos y peatones, que conduce a la modernización de secciones de las rutas para proporcionar superficies más lisas y porciones separadas para los diferentes grupos.
Un ejemplo temprano de una instalación de vías ciclistas segregadas estadounidense fueron los carriles exclusivos del California Cycleway de nueve millas construido en 1897 para conectar Pasadena, California, a Los Ángeles. Su derecho de paso siguió el cauce del Arroyo Seco, que requiere de 1.250.000 pies tablares (2.950 m³) de pino para la construcción. El peaje fue de 10 centavos (EE. UU.) de ida, o 15 centavos de ida y vuelta y fue iluminado con luces eléctricas a lo largo de toda su longitud. La ruta no tuvo éxito, y el derecho de paso más adelante se convirtió en la ruta para el Arroyo Seco Parkway, una autovía que fue inaugurada en los años 1940.

## Terminología
La terminología usada generalmente es ambigua, cambia en los diferentes países, y con frecuencia comunica poca información sobre las características de la vía.
Ciclovía es el término genérico y el más utilizado en Hispanoamérica. Generalmente se utiliza para caminos de bicicleta totalmente separados de la carretera principal. Carril bici es la expresión utilizada en España para las vías ciclistas segregadas implicando la primera que forman parte de la calzada (a un lado de la misma) y la segunda que consiste en una porción del acerado peatonal destinado a la circulación de bicicletas.
En Colombia la expresión ciclovía se utiliza para referirse a las vías vehiculares en las que durante los fines de semana se impide el tráfico motorizado por unas horas para permitir su uso exclusivo para ciclistas. En Chile se reserva el término ciclovía para las vías permanentemente segregadas. Básicamente se le da el surgimiento del término ciclovía a Bogotá (Colombia), que es la ciudad pionera en su uso. 
Existen otras diferencias regionales: bicisenda es el nombre que se le da a la ciclovía en Argentina. (Aunque en Buenos Aires y Córdoba, se la denomina «ciclovía»). 

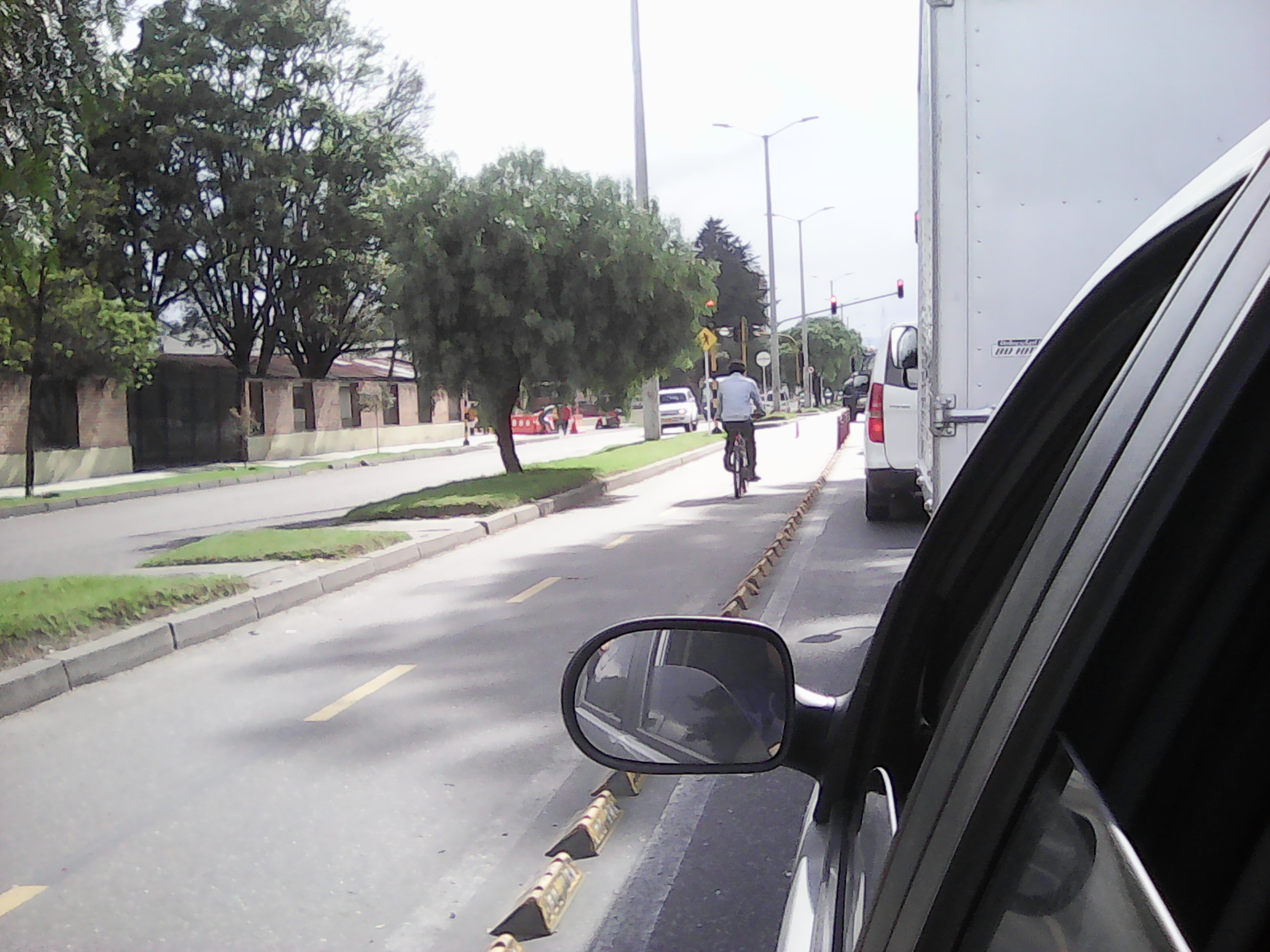
Bicicarril en Bogotá, Colombia

Ciclorruta es el término utilizado en Colombia para referirse a la red urbana de caminos para bicicleta, separada de la red vial urbana cuando esta se ubica sobre las aceras, mientras que cuando se ubica en una porción de calle separada exclusivamente, la cual antes se usaba para los vehículos, se le denomina bicicarril.
En España se denominan  vías verdes a los antiguos trazados ferroviarios en desuso acondicionados como infraestructuras para desplazamientos sin tráfico motorizado para ciclistas y peatones.
En el País Vasco (España) existe el término local bidegorri para referirse a los carriles bici. Esta palabra significa en lengua vasca camino rojo y se debe a que los primeros carriles bici fueron identificados siendo pintados de este color, costumbre que en buena parte sigue manteniéndose. La palabra en cuestión se ha convertido en la palabra comúnmente utilizada en esta región para denominar este tipo de vías, también al hablar en español.

## Definiciones técnicas
Independientemente de las distintas denominaciones que reciban en cada región, desde un punto de vista técnico las vías ciclistas se dividen, según sus características, en:

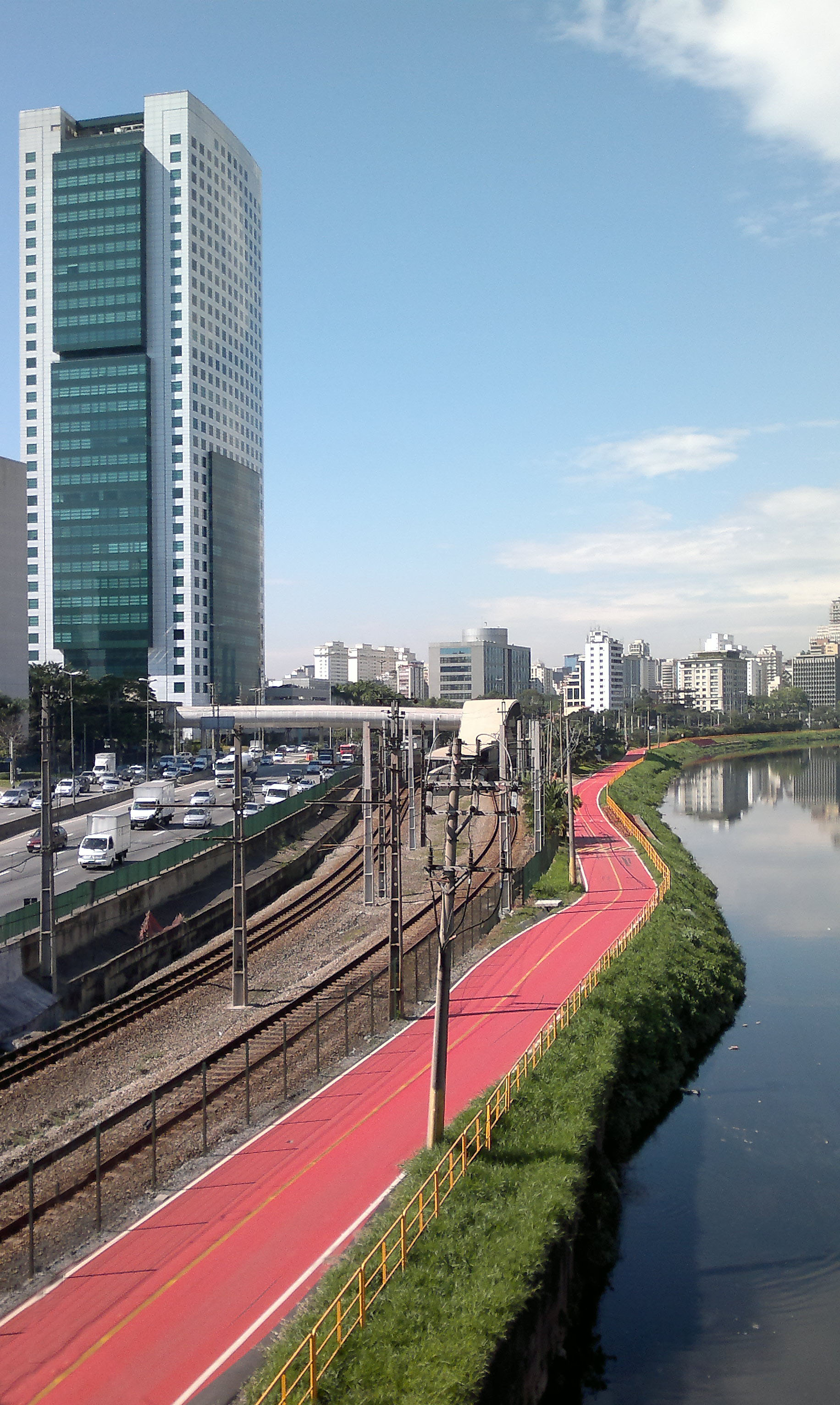
Una Ciclovía en Rio Pinheiros, São Paulo, Brasil

### Vías reservadas
Son aquellas rutas y caminos en los que se permite, además del tránsito de peatonal, la circulación de bicicletas,  pero no la de automóviles, ni en ocasiones, otros vehículos de motor. Ejemplos de vías reservadas son las vías verdes y las ciclovías a través de parques. En ciudades, las calles y espacios peatonales en los que estén permitida la circulación de bicicletas no pueden considerarse vías reservadas (a bicicletas) puesto que prevalece en todo caso el derecho de los viandantes.

### Vías segregadas

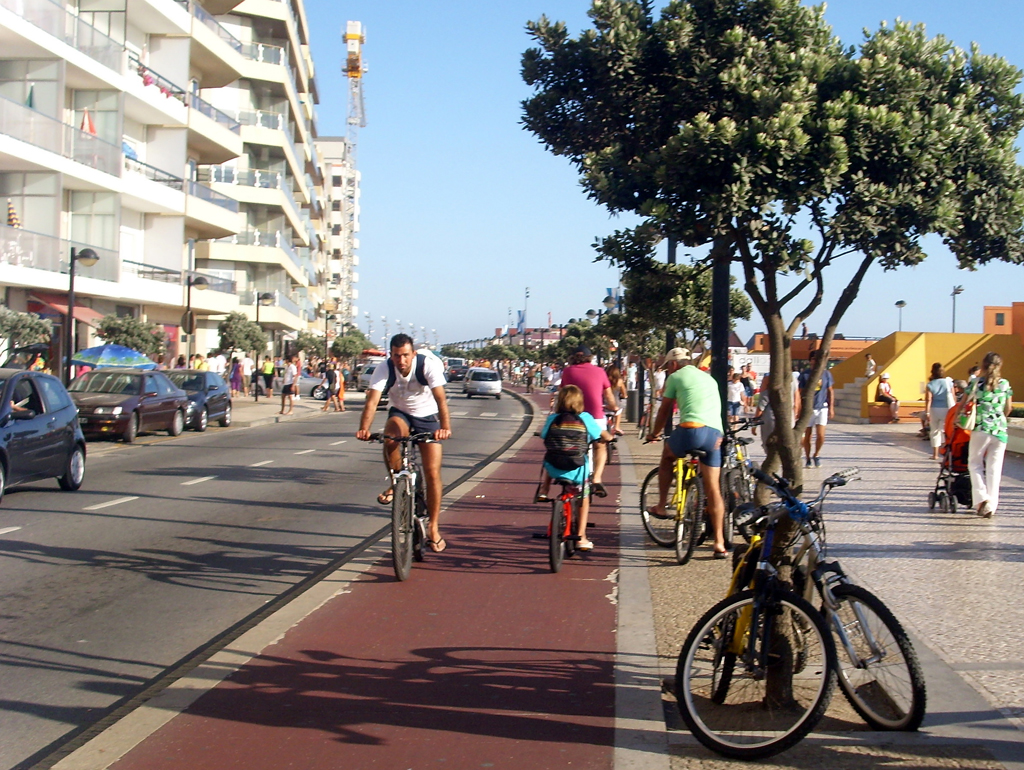
Vías segregadas en Póvoa de Varzim, Portugal

Son aquellas que transcurren a lo largo de una ruta en la que también circulan vehículos de motor (carril-bici) o peatones (acera-bici) y que pretenden delimitar una porción específica del ancho de la vía para las bicicletas. 

### Vías integradas (calles compartidas)

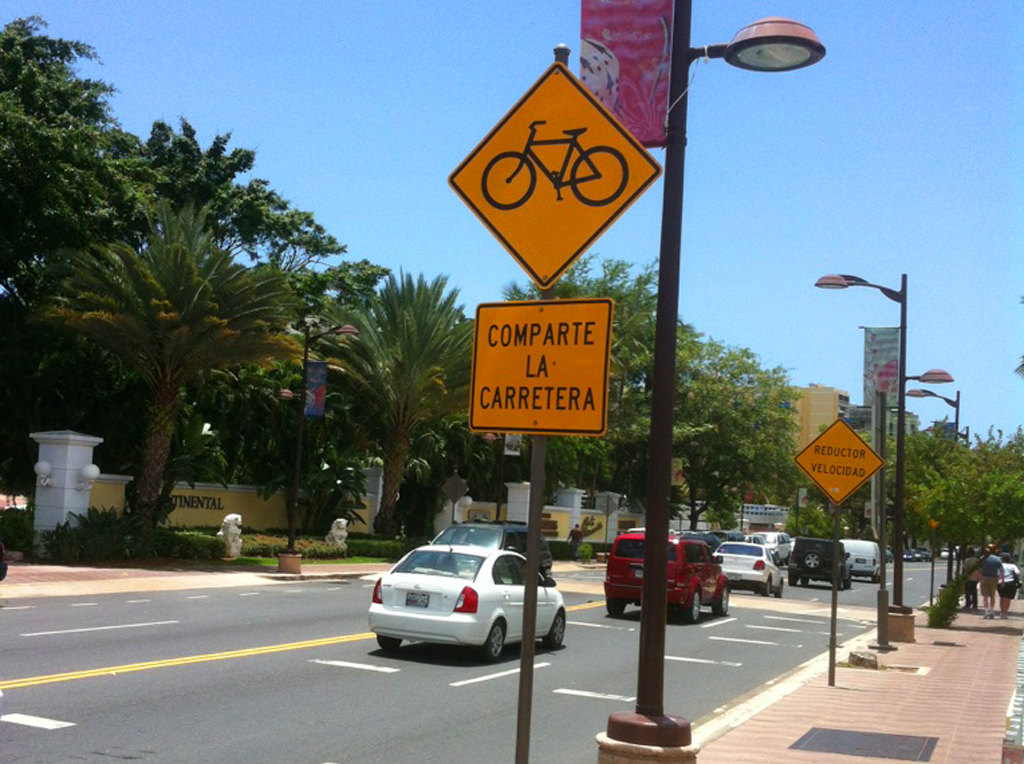
Calles compartidas en Isla Verde, Puerto Rico

Son aquellas vías ciclistas que no están segregadas del tráfico a motor: los usuarios de bicicleta y los de vehículos de motor circulan por el mismo espacio, de acuerdo con las normas del tráfico comunes a todos los vehículos. Las vías integradas pueden recibir un tratamiento propio (señalización específica, calmado de tráfico, etc.) para facilitar la circulación de las bicicletas. Las vías integradas ofrecen una interacción con el resto de vehículos según la lógica del tráfico.
La aplicación de vías integradas se pone en práctica cuando las calles no son suficientemente anchas para la continuidad de un carril asignado para bicicletas, los ciclistas les es permitido usar legalmente las calles, pero acorde a un plan regulado en el que ambos puedan compartir las vías. Bajo esa lógica, los ciclistas solo podrían circular por algunas calles, en las que los autos tendrían que viajar a una velocidad prudente, en este caso los ciclistas deben cumplir con los mismos derechos y responsabilidades que los conductores de vehículos y motocicletas. Para que funcione un sistema donde autos y ciclistas compartan el espacio, es necesario que estos transiten a velocidades menores a los 30 km/h (~19 mph), así como zonas urbanas concebidas antes de los 1950 cuya dependencia del automóvil fue menor.
Un concepto similar, conocido como woonerf y originario de Holanda, fue desarrollado en la década de 1970 y es muy implementada en zonas históricas y ciudades compactas, la mayor parte de las calles céntricas de Ámsterdam, por ejemplo, son vías integradas por las que bicicletas, coches así como peatones circulan compartiendo el espacio, gracias a un diseño urbano que impide la velocidad excesiva de los vehículos a motor.

### Senderos para bicicletas

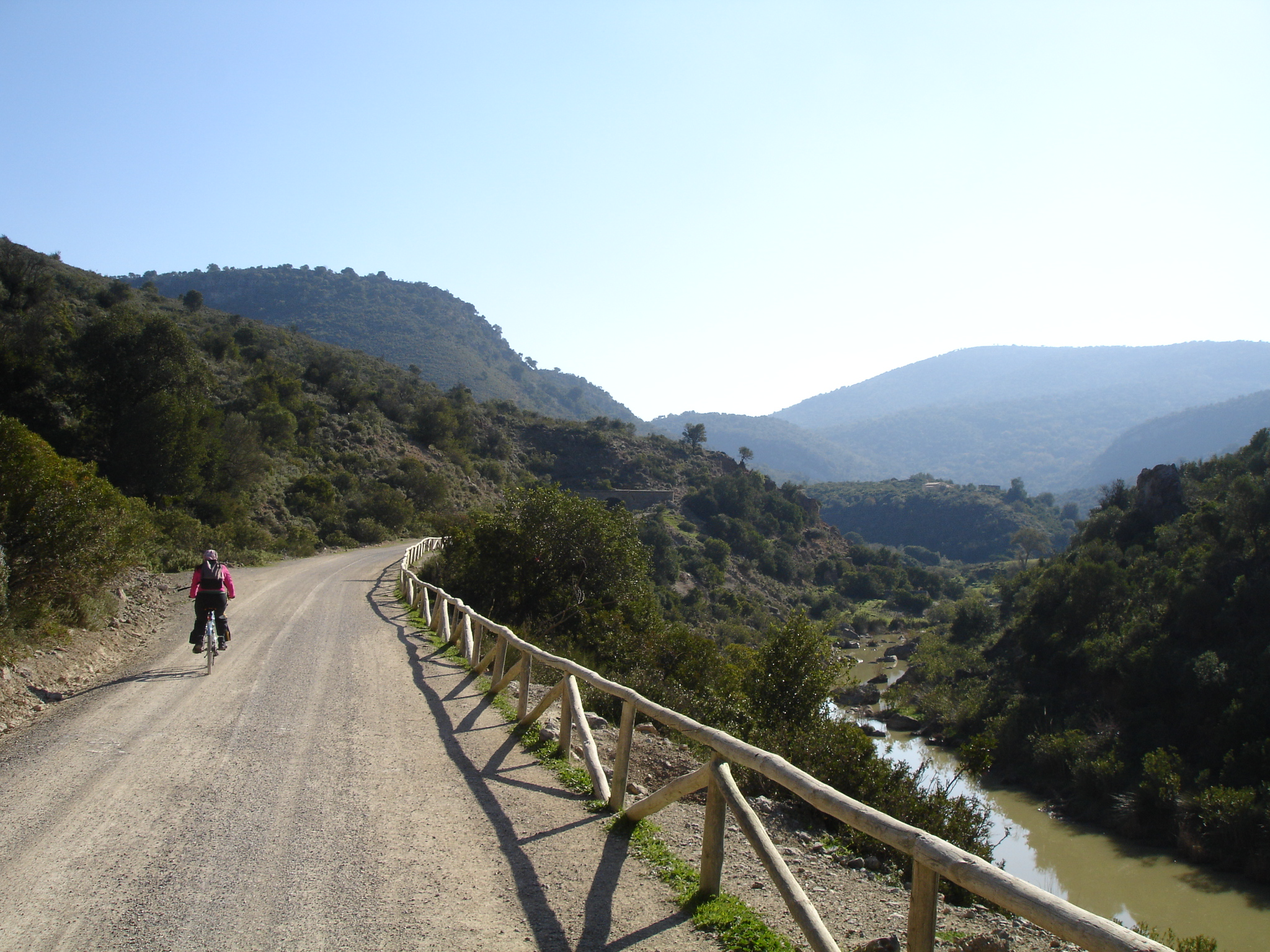
Sendero para circulación ciclistas y peatones (Vía Verde de la Sierra) en España.

Los  senderos para bicicletas  (bike trails en inglés) están completamente separados de las calles. Estos caminos que siguen sus propias rutas dentro de las ciudades, o con mayor frecuencia en las zonas rurales, se crearon a partir de rutas, carriles y caminos de arrastre de canales abandonados. La mayoría tienen fines recreativos, aunque en algunos países, como los Países Bajos y Gran Bretaña, forman parte de una red de transporte que une ciudades. La mayoría de los senderos rurales son compartidos con peatones.
Estos caminos separados para las bicicletas comenzaron a crearse poco después de que se empezó a usar la bicicleta. Antes de fines del siglo XIX, se habían construido ejemplos de sendas para bicicletas en los Países Bajos, Alemania y en Brooklyn, Nueva York.
En Europa actualmente existe una red de senderos de larga distancia para ciclistas y peatones conocido como Senderos Europeos de Gran Recorrido.
Por lo general, se requieren bicicletas resistentes y livianas. Deberá transportar el peso del ciclista y su equipaje. Las mountain bike son muy apropiadas por su robustez y flexibilidad. Los neumáticos dependerán del recorrido: si es ruta asfaltada, camino de ripio o pisos blandos.

### Ciclovía recreativas

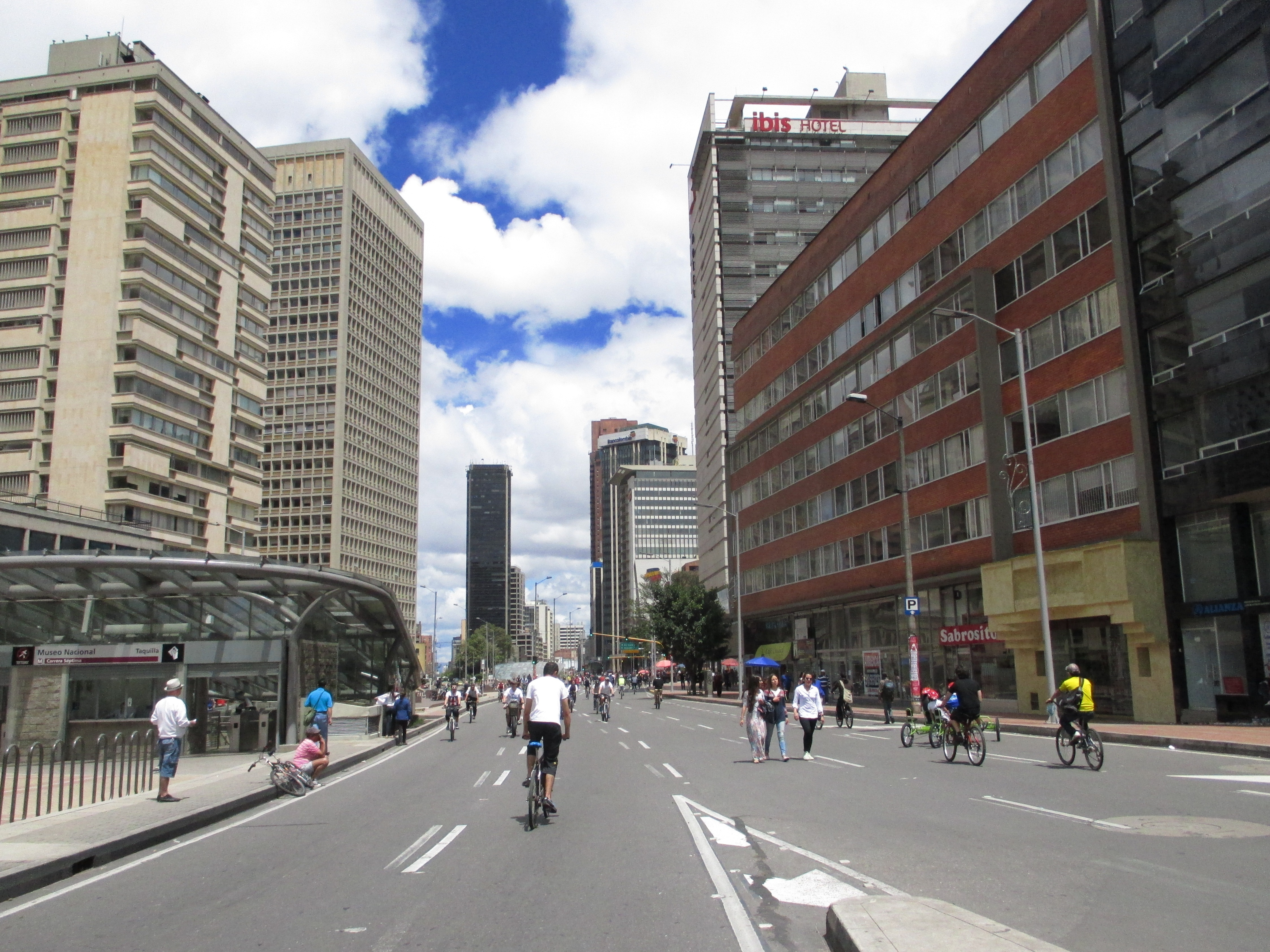
Ciclovía recreativa en el centro de Bogotá.

Las «ciclovías recreativas» o «calles abiertas» (Open Streets o Ciclovía en inglés) es un movimiento internacional por la cual las calles son libres de vehículos motorizados que permiten, durante varias horas del día, principalmente los domingos y días festivos, el paseo gratuito y seguro en bicicleta, a pie o en patines, de miles de personas.
Concepto originario de Bogotá Colombia en 1976, las ciclovías recreativas ya suman miles de kilómetros en todo el mundo de calles abiertas a personas y familias que piden más espacios de recreación. Todas estas actividades se caracterizan por ser gratuitas, estar destinadas a personas de todas las edades y condiciones, no solicitar inscripción y otorgar beneficios a la salud, al medio ambiente y a la promoción del encuentro ciudadano.
A lo largo de la ciclovía, también se lleva a cabo otro tipo de eventos recreativos y de entretenimiento como son clases y campeonatos de ejercicios aeróbicos, deporte extremo, yoga y eventos musicales y artísticos, etc.. Bogotá, es pionero en este modelo de recreación denominado ciclovía, siendo el país, y en este caso Bogotá es la ciudad con la red de ciclovías más grande de América Latina.
La ciclovía en Bogotá cuenta con 100 km y se lleva a cabo los domingos y festivos desde las 7 hasta las 14 horas. Para algunos festivos especiales como el día de la noche de Navidad la ciclovía se organiza hasta la medianoche. 
Cabe destacar que una de las primeras ciudades en implementar el cierre de tránsito motorizado para disfrute de sus ciudadanos fue Nueva York en 1966, cuando el alcalde de dicha ciudad inició una prohibición de automóviles los fines de semana en el parque Central.

## Implementaciones

### Ciclovías en Argentina

#### Buenos Aires

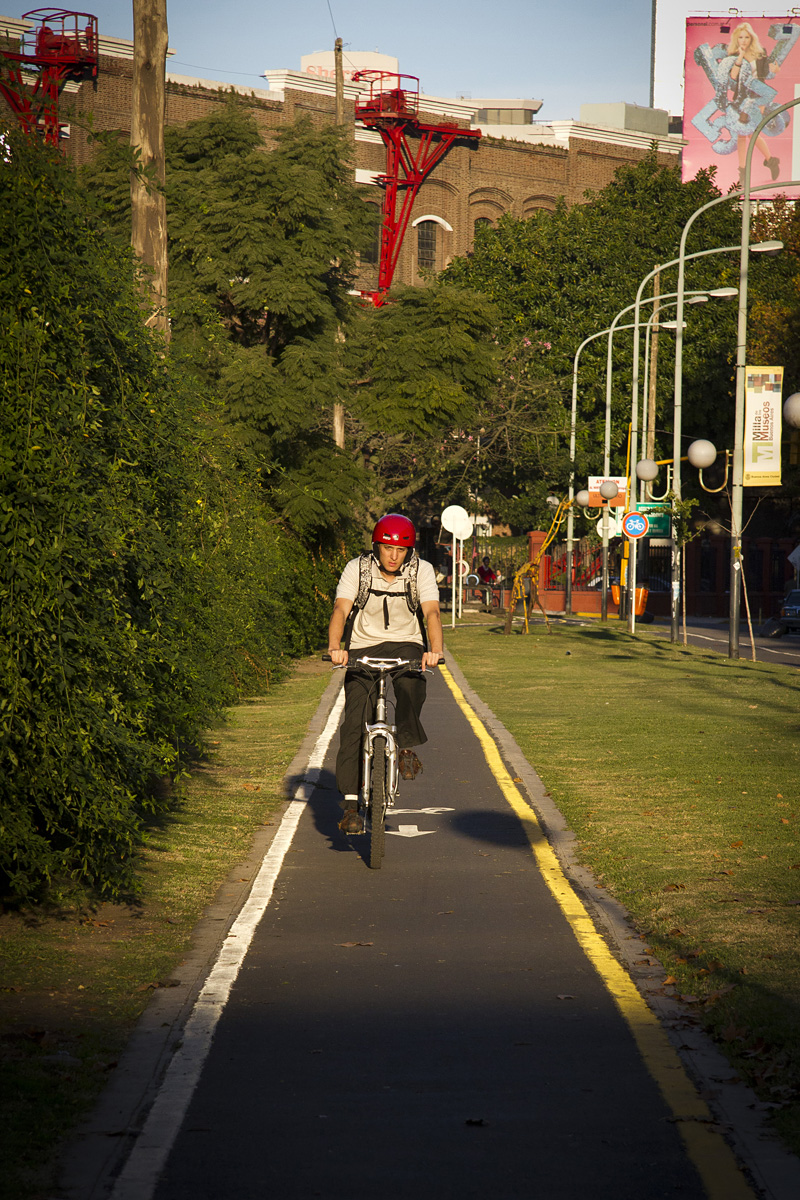
Red de Ciclovías en la ciudad de Buenos Aires

Como parte de un plan de reorganización de tránsito y transporte en la ciudad de Buenos Aires, se desarrolló un proyecto de implementación de Red de Vías para Ciclistas.
Se han realizado estudios de circulación de bicicletas, tanto en forma de encuestas como censos de circulación teniendo en cuenta muchos factores (inicio y destino, motivo, centros de transporte masivos como estaciones ferroviarias, centros comerciales, vivienda y trabajo, etc.).    
También se tuvo como premisa ubicar estas vías en calles con bajo flujo vehicular, tanto transporte público como particulares dentro de las posibilidades.
Se han llevado a cabo a pesar de que las premisas planteadas desde el inicio de la construcción no se cumplieron del todo. 
Como primera etapa se está construyendo la red creando circuitos que unan puntos de gran concentración de personas hacia el centro administrativo de la ciudad, es decir las terminales ferroviarias como Once, Retiro, Constitución y Federico Lacroze donde mucha gente llega con su bicicleta desde localidades lejanas a Capital Federal para movilizarse en su propio vehículo no motorizado.

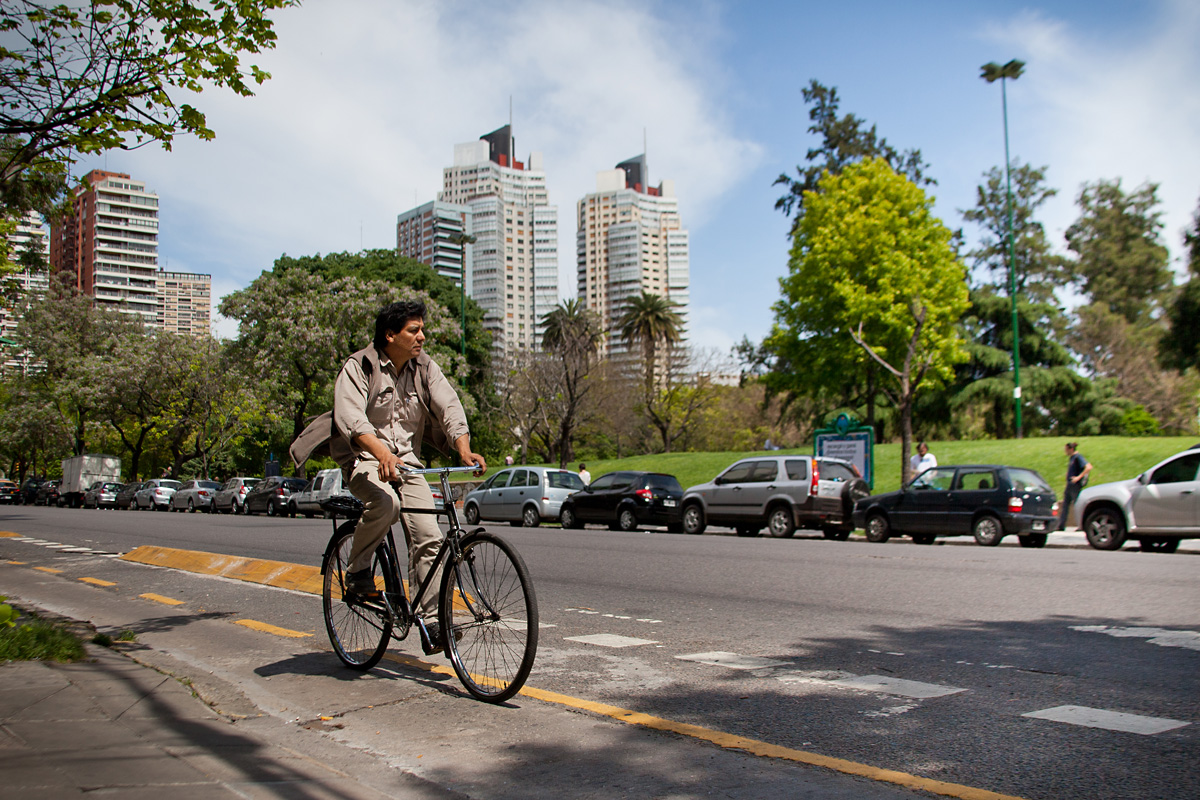
Red de Ciclovías en la ciudad de Buenos Aires

También se tomó en cuenta la posibilidad de la bici como medio de paseo turístico y para ello de establece un circuito que desde el centro histórico (barrio de San Telmo) hacia el sur cruzando el parque Lezama se dirige al corazón de La Boca para encontrar la famosa calle Caminito rodeada de tango y artistas de Buenos Aires, sin olvidar como punto de visita el Estadio de Boca Juniors y la Vuelta de Rocha en el Puerto.
En el norte de la ciudad desde Retiro comienza otra vía hacia el Estadio Monumental, atravesando los Bosques de Palermo, siendo utilizada también con motivos recreativos o turísticos.
A abril de 2019, la red de ciclovías de Buenos Aires llega a los 230 kilómetros y se espera que para fin de 2019 alcance todos los barrios de la ciudad con 250 km.
Esto representaría un aumento en la salud y el bienestar de los ciudadanos y residentes de la ciudad debido a que el uso regular de las bicicletas tiene numerosos beneficios para la salud.
La llegada al poder de Jorge Macri en diciembre de 2023 representó el fin de la expansión de la red. Tras expresar su oposición a las ciclovías en numerosas ocasiones, comenzó a retirarlas durante la madrugada del 10 de diciembre de 2024.

#### Córdoba
La Ciudad de Córdoba también cuenta con una red de ciclovías o bicisendas, estimulando el uso de la bicicleta como un medio de transporte rápido, ecológico, saludable y económico. Para ello se han construido una serie de bicisendas, con las cuales se pretende unir en una red de ciclovías integradas, las mismas se ubican en calles que conectan ciertos puntos estratégicos de la ciudad.
Algunas de las zonas que cuentan con bicisendas son: el barrio Nueva Córdoba, la zona céntrica, las avenidas H. Yrigoyen, Poeta Lugones, Valparaíso, el Bv. Chacabuco, entre otras.
Con esto se espera superar los 200km de ciclovias construidas. 
A su vez posee un sistema de alquiler gratuito de bicicletas, la cual requiere estar inscripto previamente en las dependencias gubernamentales correspondientes.

#### Rosario
Rosario es la primera ciudad de Argentina en implementar un circuito recreativo permanente, libre de autos y motos, llamado Calle Recreativa. Una alternativa masiva de convivencia, encuentro, esparcimiento, vida saludable y actividad física para todos los ciudadanos.
Este proyecto forma parte de la «Red de Ciclovías Recreativas Unidas de las Américas», iniciativa que llevan adelante varias ciudades del continente americano promoviendo un estilo de vida más saludable.

#### Otras ciudades
En otras ciudades del país se han construido una o dos ciclovías, en donde sobre espacio, no una red interconectada.
- Mar del Plata tiene una ciclovía, en un tramo de la calle Bartolomé Mitre.

- Salta cuenta desde 2020 con una ciclovía en la avenida Belgrano. Tenía otra en la calle Alvarado, pero fue retirada por el intendente Emiliano Durand en su primera semana en el cargo.

- Ushuaia tiene dos ciclovías: una sobre la ruta 3 y otra en la calle 44 Héroes del Submarino ARA San Juan.

### Ciclorrutas en Colombia

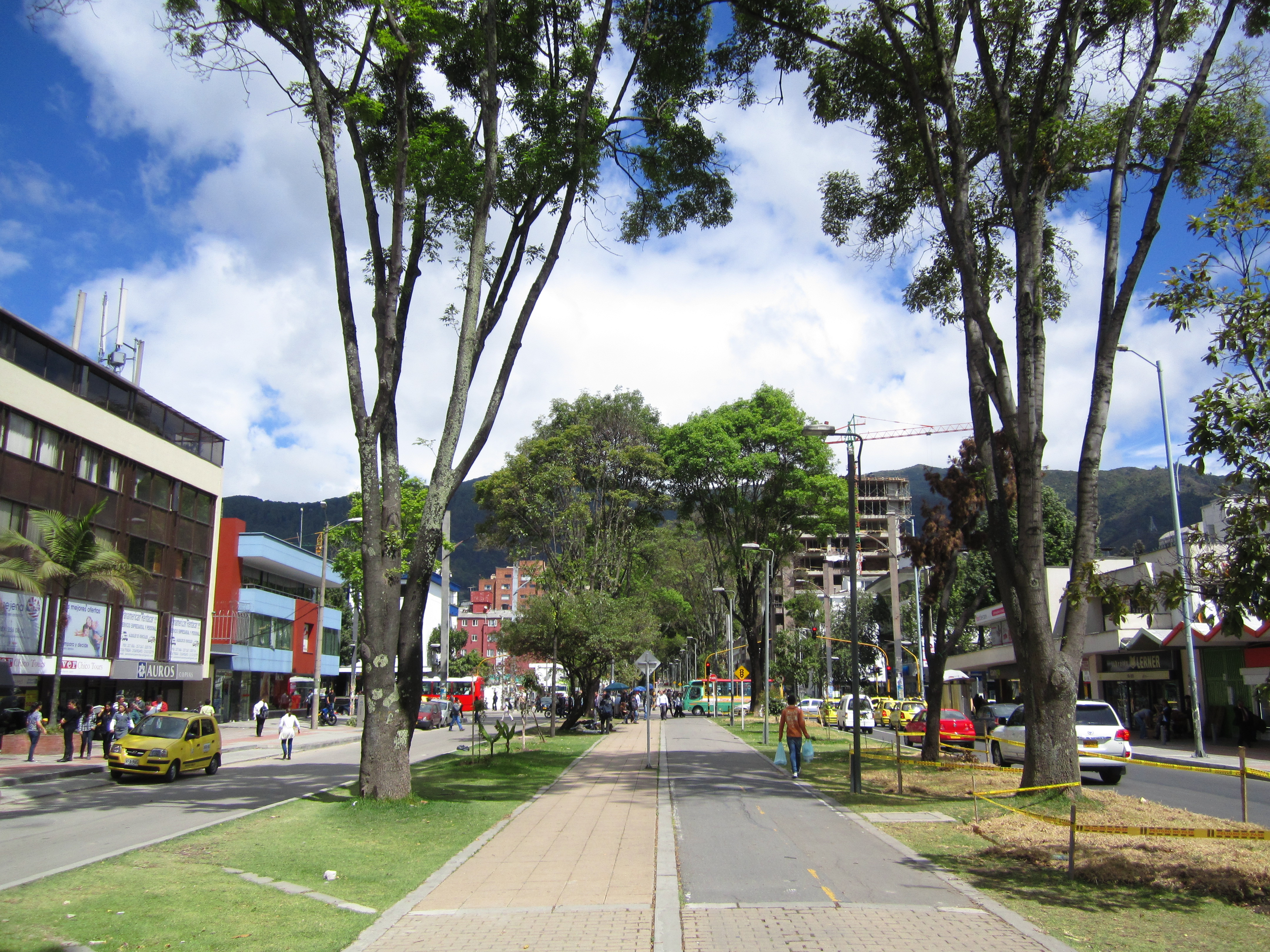
Ciclorruta en El Chicó, Bogotá, Colombia

En Colombia, a las vías exclusivas para bicicletas se les conoce como ciclorrutas cuando están sobre una acera, parque o alameda, o bicicarriles cuando de una vía vehicular se toma un carril que se adapta permanentemente para uso exclusivo bicicletas. En Bogotá, se le da el nombre de «ciclovía» a una práctica introducida en el año de 1975 que consiste en el cierre temporal de carriles en las principales avenidas de la ciudad durante los fines de semana para proporcionar a la gente espacios recreativos y deportivos que son usados principalmente para el transporte en bicicleta.

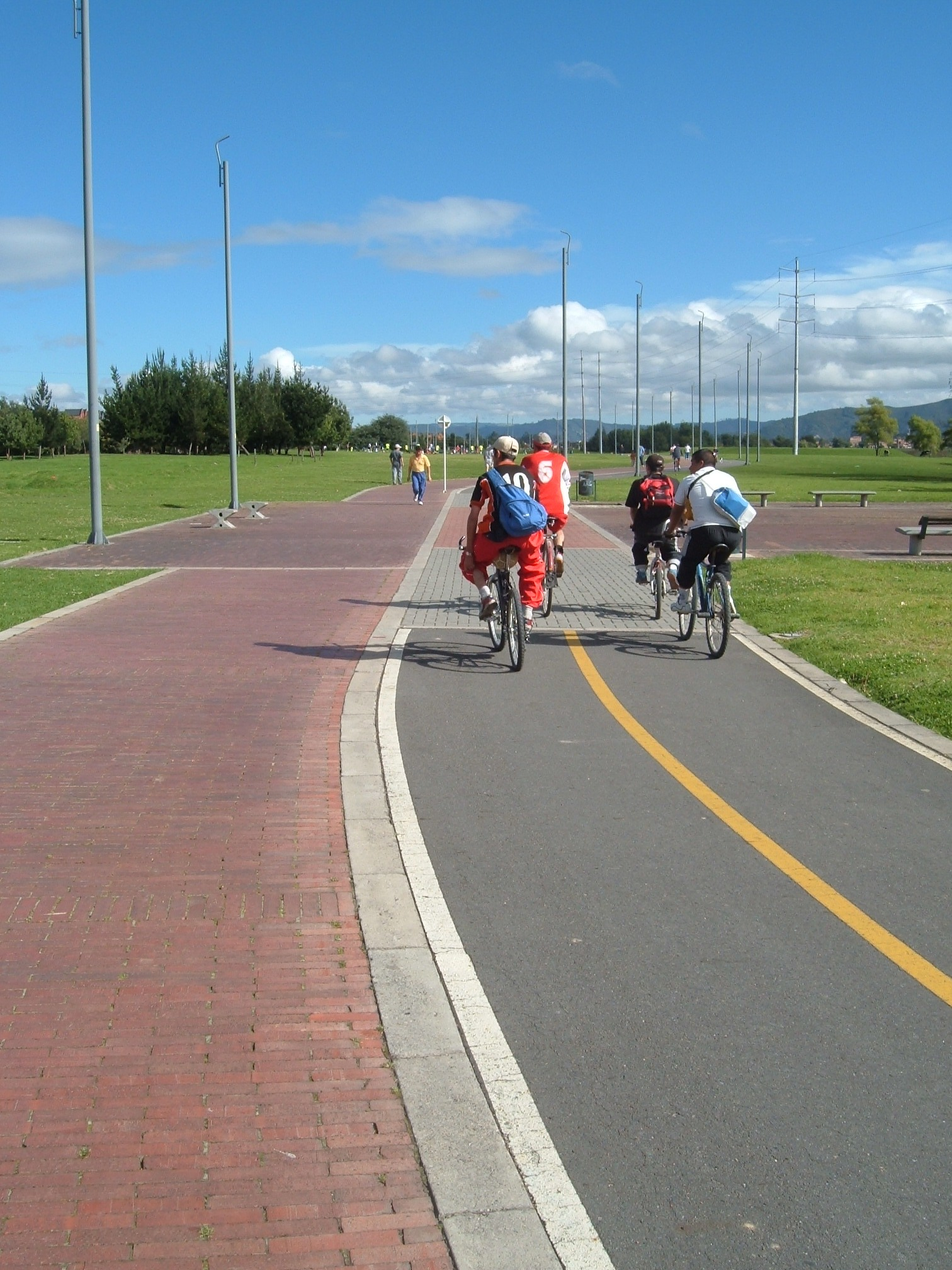
Alameda y vía reservada Juan Amarillo en Bogotá

El sistema de «ciclorrutas» en Bogotá se ha convertido en una alternativa seria de transporte para muchos usuarios de la bicicleta en la ciudad, que cuentan con un espacio seguro y rápido. Actualmente, conformado por más de 127 km construidos por la Administración, el sistema se encuentra extendido en forma de red por toda la ciudad y zonificado por las futuras ciclo-estaciones que proporcionarán las funciones complementarias que dan soporte y refuerzan la movilidad a los corredores. El IDRD (Instituto Distrital de Recreación y Deporte) es el encargado de brindar este servicio a los bogotanos, pues dirige todas las actividades que se realizan los domingos y festivos en los horarios de 7 a 2 de la tarde y que en ocasiones especiales realiza Ciclovías Nocturnas. El IDRD tiene además, bicicletas que presta a grupos institucionales. También existen locales en el barrio La Candelaria que alquilan bicicletas y hacen tours guiados.
En Cúcuta se cuenta con una pequeña infraestructura para la circulación personas en bicicleta y patines. Todos los andenes que se encuentran ubicados en las avenidas y calles importantes de la ciudad cuentan con una rampa para las bicicletas y patines, además son bastante anchos para permitir la circulación de las mismas. Los domingos de 6.00 hasta el mediodía se cierra la Av. Libertadores (la más importante de la ciudad) para dar paso a la ciclovía, que se mezcla junto con distintas actividades deportivas.
En Popayán la ciclorruta constituye una carretera angosta con un trazado totalmente independiente del trazado de la carretera vehicular. Esta se extiende desde el centro de la ciudad en el Hospital Universitario San José, hacia el norte hasta el barrio Bello Horizonte.
En Medellín hay un circuito de carril bidireccional exclusivo para bicicletas de 2 m de anchura en la zona plana del centro-occidente de la ciudad principalmente por las carreras 65 y 70 y alrededores de la Unidad Deportiva Atanasio Girardot. Además, se utilizan 33 km de vías públicas que se cierran para los demás vehículos y se usan como ciclovía los domingos y días festivos de 7 a. m. a 1 p. m. y los martes y jueves de 8 a 10 p. m.. El tramo más largo, de 14 km, permite ir en bicicleta por el carril oriental de la Vía Paralela desde el sector de Solla en Bello y sigue por el norte de Medellín hasta la calle 12 Sur en la Autopista Sur. Para la seguridad de los ciclistas y peatones, en los recorridos se cuenta con personal de apoyo del INDER (Instituto de Deportes y Recreación), de la Secretaría de Tránsito de Medellín y de la Policía Metropolitana del Valle de Aburrá. Además, desde 1993 se realiza anualmente el evento «Por Medellín en Bicicleta» en el que en 2010 participaron unos 14 000 ciclistas de todas las edades que recorren 35 kilómetros por las principales vías de la ciudad.
En Pereira se encuentra el sistema MegaBici, el que consta de varias estaciones en las que se prestan bicicletas para la movilidad dentro del centro de la ciudad, estas se encuentran en diferentes parques y sitios concurridos los cuales están cercanos a la red de bicicarriles de la ciudad. Los bicicarriles de la ciudad constan de cerca de 2 km sobre la avenida circunvalar (sentido occidente-oriente) otros 2 km en el par vial de la calle 12 bis (sentido oriente-occidente) los cuales conectan la zona circunvalar con el centro de la ciudad en la plaza Cívica Ciudad Victoria; cerca de 3 km sobre la carrera 7 (sentido occidente-oriente) y otros 3 km sobre la carrera 8 (sentido oriente-occidente) que conectan el centro de la ciudad con el sector de Turín; Además existe 1 km de ciclorruta sobre la avenida del río, esta actualmente se encuentra desconectada de las otras y se incluirá su mejora y ampliación dentro del proyecto de ampliación de dicha avenida; En la futura avenida de los colibríes se planea construir a lo largo de esta un carril exclusivo para bicicletas que abarcarían casi 9 km en su etapa final. Por última en la zona céntrica existen pequeños trazados de ciclovías sobre la carrera 12 y la calle 21 así como en la paralela (anillo longitudinal) y diversas ciclovías de carácter lúdico en algunos de los barrios de la ciudad como la existente en el parque de la gran manzana en el sector A del parque industrial. Durante varios fines de semana al año se lleva a cabo la Vía activa, en donde se cierra la avenida 30 de agosto (la más importante de la ciudad) en las cercanías al parque Olaya Herrera para que sea usada de forma exclusiva por ciclistas, patinadores así como diferentes actividades deportivas sobre la vía y el parque adyacente.

### Ciclovías en Chile

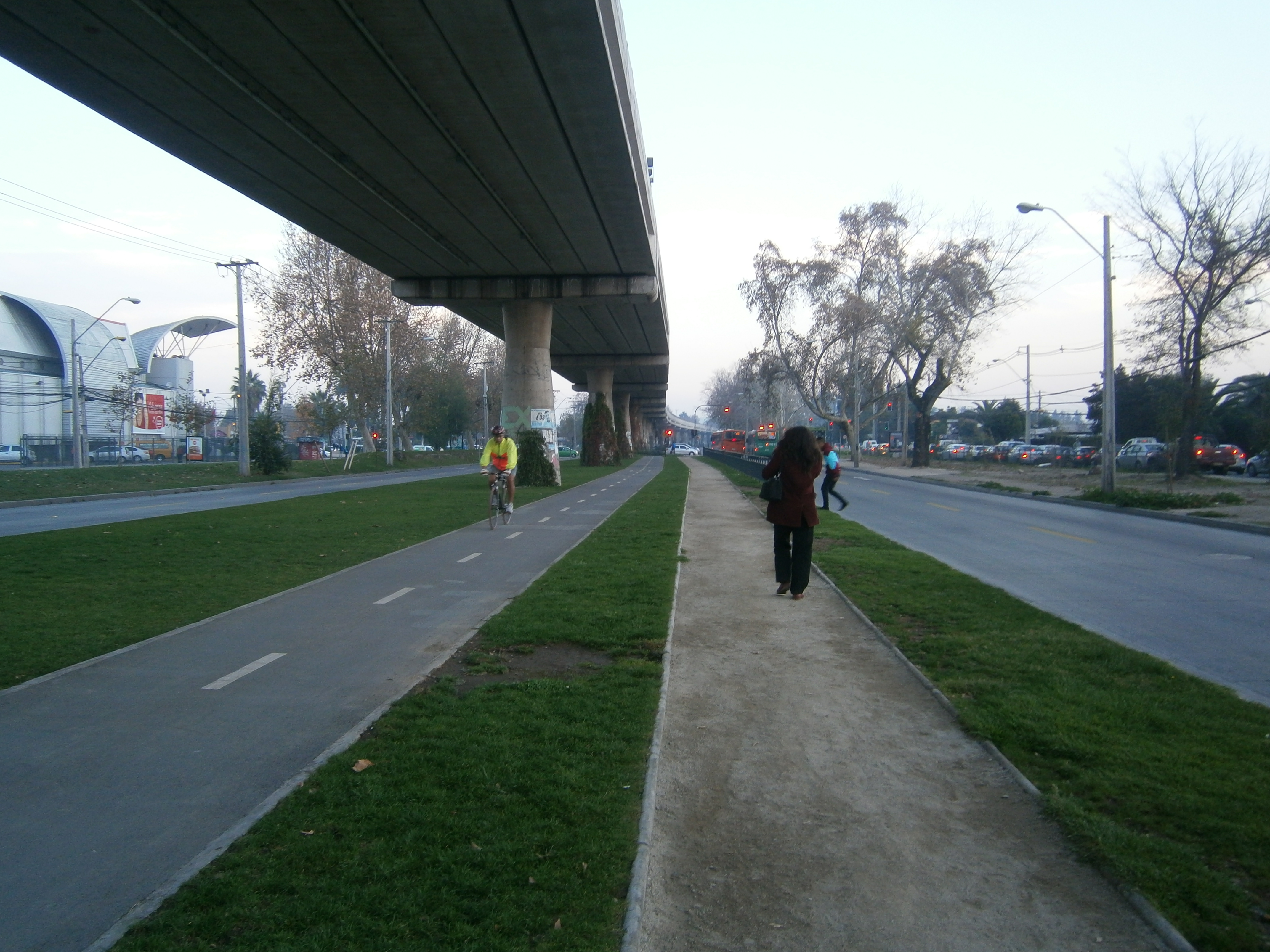
Ciclovía bajo la Línea 5 del Metro de Santiago en Maipú.

En Chile las ciclovías han sido masificadas en el siglo XXI. Los tipos más comunes son las segregadas y señalizadas junto a la calzada, sobre divisores centrales, o sobre la platabanda.
Desde 2005 en el Gran Concepción existen ciclovías que atraviesan las principales arterias y sectores de ciudades como Concepción, Hualpén, Talcahuano, Coronel, Chiguayante y San Pedro de la Paz.
En 2006 ha sido dispuesta una «ciclovía recreativa» bautizada como ciclorecreovía, una actividad que se realiza todos los domingos del año de 9.00 a 14.00, cerrando calles de vehículos motorizados y habilitándolas para el libre tránsito de ciclistas, patinadores, runners, skaters, etc.
Actualmente esta actividad se realiza en La Reina, Las Condes, San Joaquín y el parque Metropolitano de la Región Metropolitana, además de las comunas de Concepción y San Pedro de la Paz en la Región del Biobío.
En las distintas regiones, existen variados proyectos viales que se incluye la construcción de vías para ciclistas, de las cuales sobresale la construcción de la avenida Costanera en Antofagasta, la que poseerá una de las ciclovías más extensas del país, con 13 km de extensión.
En 2013, luego de varios estudios, se aprobó el proyecto de la construcción del Cicloparque Mapocho 42K, una ciclovía en la ribera del río Mapocho, el principal afluente que cruza por el centro de la ciudad de Santiago, uniéndola de oriente a poniente en un recorrido de 42 kilómetros que contará con áreas verdes y unirá a ocho comunas y varios parques.
El año 2020, debido a la pandemia del COVID-19, varias comunas, entre ellas Las Condes, comenzaron a implementar ciclovías temporales cuyo objetivo era incentivar la movilidad sustentable y colaborar a disminuir las multitudes en el transporte público.

### Ciclovías en Ecuador
En Ecuador ya se llevan desarrollando durante varios años diferentes iniciativas para aumentar el uso de la bicicleta. Actualmente la ciudad de Quito es la que posee la mayor red de ciclovías a nivel nacional. Las ciudades de Cuenca y Guayaquil también se han unido a estas iniciativas en años anteriores. Para unir y mejorar estos esfuerzos el Ministerio de Transporte y Obras Públicas, creó en diciembre de 2012 el Plan Nacional de Ciclovías con el apoyo de los municipios de Babahoyo, Ibarra, Lago Agrio, Manta, Pedernales, Quevedo y Riobamba.

#### Quito

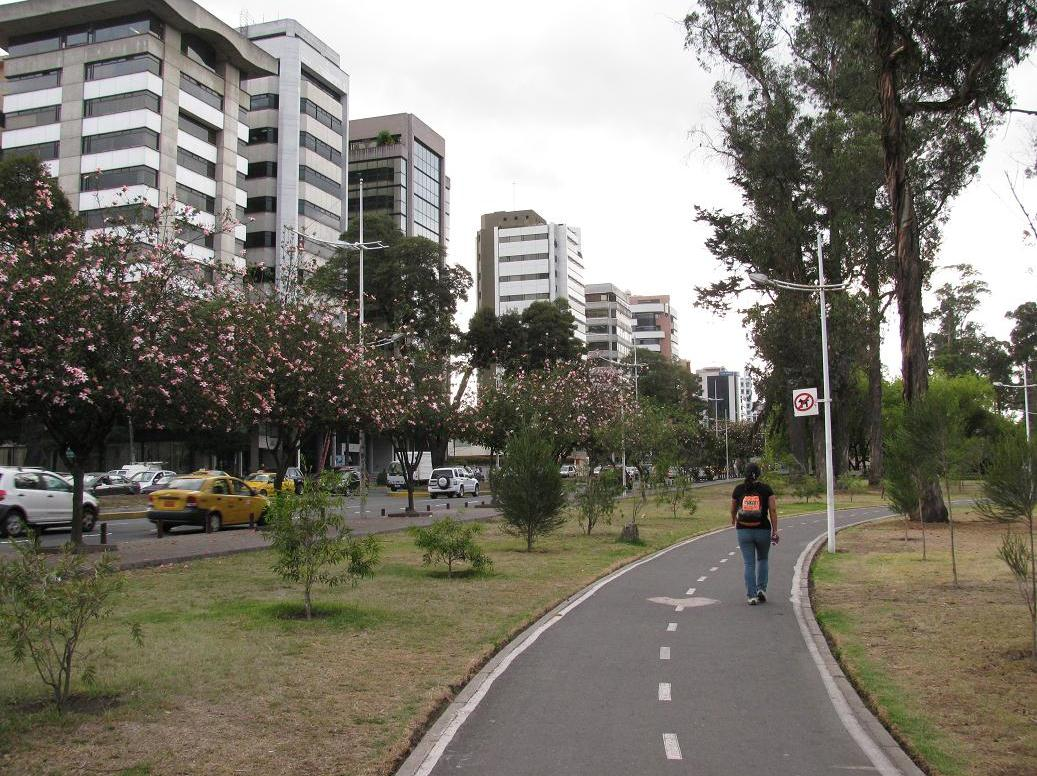
Ciclovía de Quito en el parque La Carolina

Quito cuenta con más de 60 kilómetros de Ciclovías, la primera Ciclovía implementada en 2004 (llamada Ciclo-Q) recorre los parques lineales del Sur de Quito, el centro histórico y la avenida Amazonas hasta la estación La Y del Trole: ese mismo año se implementó la Ciclovía "Interuniversitaria" que a través de la avenida Carrión conecta de este a oeste la Universidad Central del Ecuador con las Universidades Católica, Salesiana y la Escuela Politécnica Nacional. 
En 2012 con el inicio de operaciones del sistema BiciQ se dio una gran ampliación de la red de Ciclovías; en las siguientes avenidas: Av. de la Prensa, Av. Gerónimo Carrión, Av. Diego de Almagro, Av. Luis Cordero, Av. Antonio de Ulloa, Av. Veracruz, Av. Atahualpa, Blvd. Naciones Unidas y Av. Mariana de Jesús.
Quito también cuenta con ciclovías recreativas en los Parques Lineales del Sur, parque El Ejido, parque La Alameda, parque La Carolina, parque Itchimbía, parque Metropolitano Guanguiltagüa, parque Bicentenario y el Chaquiñan de Cumbayá-Tumbaco que es un sendero ecológico de 28 kilómetros creado sobre una línea férrea abandonada.

##### Sistema de Bicicleta Pública «BiciQ»

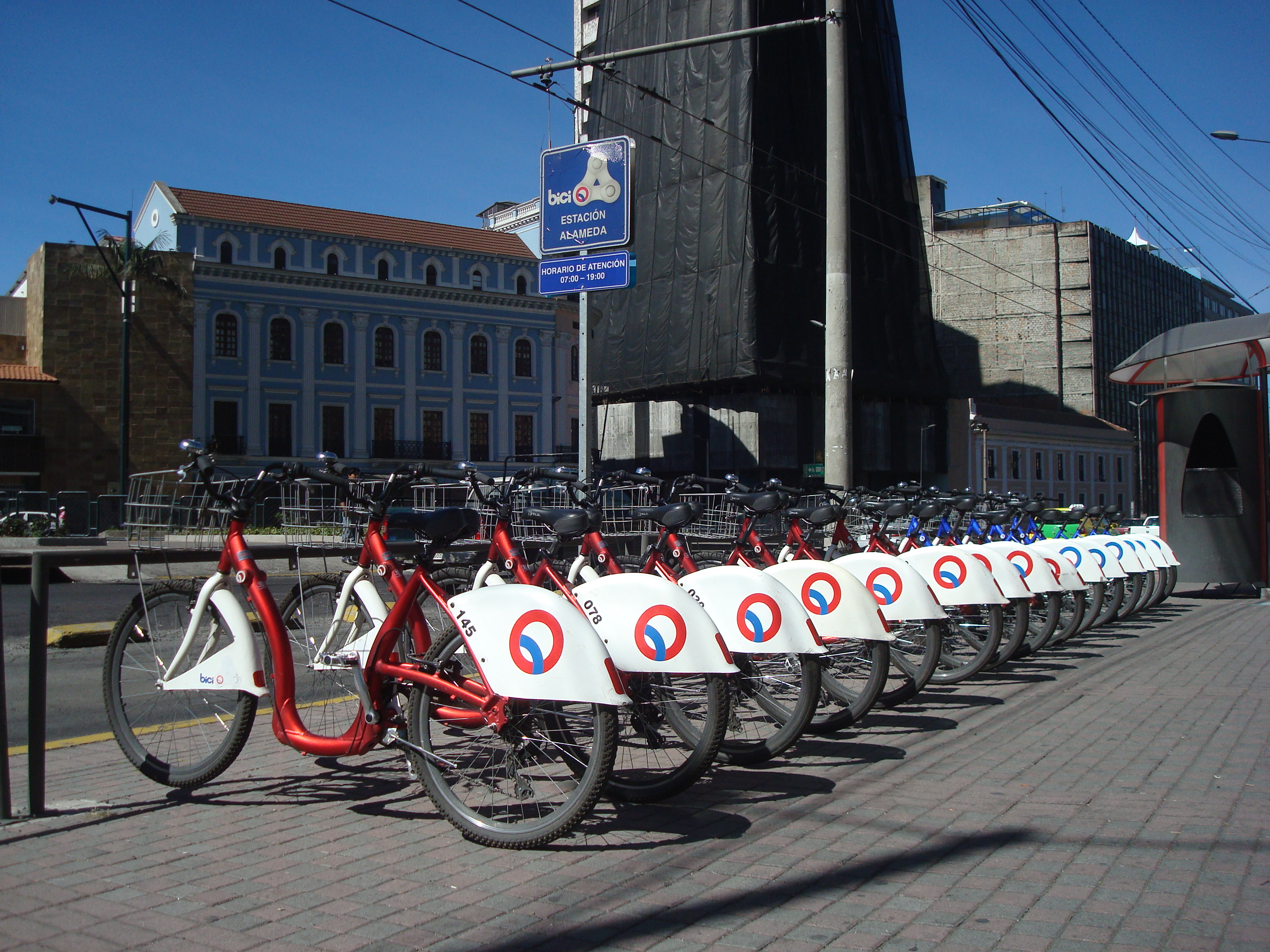
Estación de Bici-Q cercana al parque La Alameda.

En 2012 la Alcaldía de Quito implementó un sistema de alquiler de bicicletas públicas denominado «BiciQ». El sistema consta de 425 bicicletas de un diseño único, distribuidas en 25 estaciones, ubicadas estratégicamente en lugares cercanos a los puntos de mayor afluencia, atracción o interés comercial, bancario, turístico o estudiantil, para acceder al sistema los usuarios deben registrarse en el sitio web BiciQ.gob y firmar un contrato de buen uso se le otorga un carne de usuario, que sirve para hacer uso de las bicicletas de 7 de la mañana a 7 de la noche todo el año (excepto el 1 de enero).
El perímetro de aplicación del sistema es en el denominado «Hipercentro» entre el centro histórico y el sector de «La Y» al norte y se estudia expandir el sistema hacia el Sur a ser implementado en 2014. Cada bicicleta se puede usar por una hora y debe ser entregada en cualquier estación - la distancia promedio entre estaciones es de 10 minutos - si el usuario ya cumplió ese tiempo y no ha llegado a su destino debe esperar 10 minutos antes de poder acceder nuevamente al sistema.

##### Ciclopaseo de Quito
El Ciclopaseo de Quito, es una iniciativa iniciada por Ciclopolis una organización local para promover el ciclismo urbano y ahora manejado por la alcaldía a través de la Agencia Metropolitana de Tránsito. Una ruta de 30 km que van desde el Norte al Sur de la ciudad está cerrado al tráfico todos los domingos de 8 a. m. a 2 p. m. para dar preferencia a los ciclistas y peatones. El proyecto se ejecuta en cooperación con el Gobierno Metropolitano de Quito y cuenta con diversos lugares de la ciudad de parque La Carolina, parque del Ejido, el centro histórico de Quito, la avenida Río Amazonas, y El Panecillo.
El Ciclopaseo empezó en el 2003 y fue operado por la Fundación Biciacción hasta el 2006 con el apoyo del municipio capitalino bajo la administración del Gral (r) Paco Moncayo. En el 2005 duplicó su frecuencia cada quince días y en mayo de 2009 se convirtió en un evento semanal y tiene lugar todos los domingos. Dado el éxito del Ciclopaseo de Quito, otras ciudades como Guayaquil, Cuenca e Ibarra han iniciado proyectos similares. De igual forma la Asociación de Municipalidades del Ecuador - AME ha planteado de replicar esta iniciativa en todas las ciudades del país

### Carril bici en España

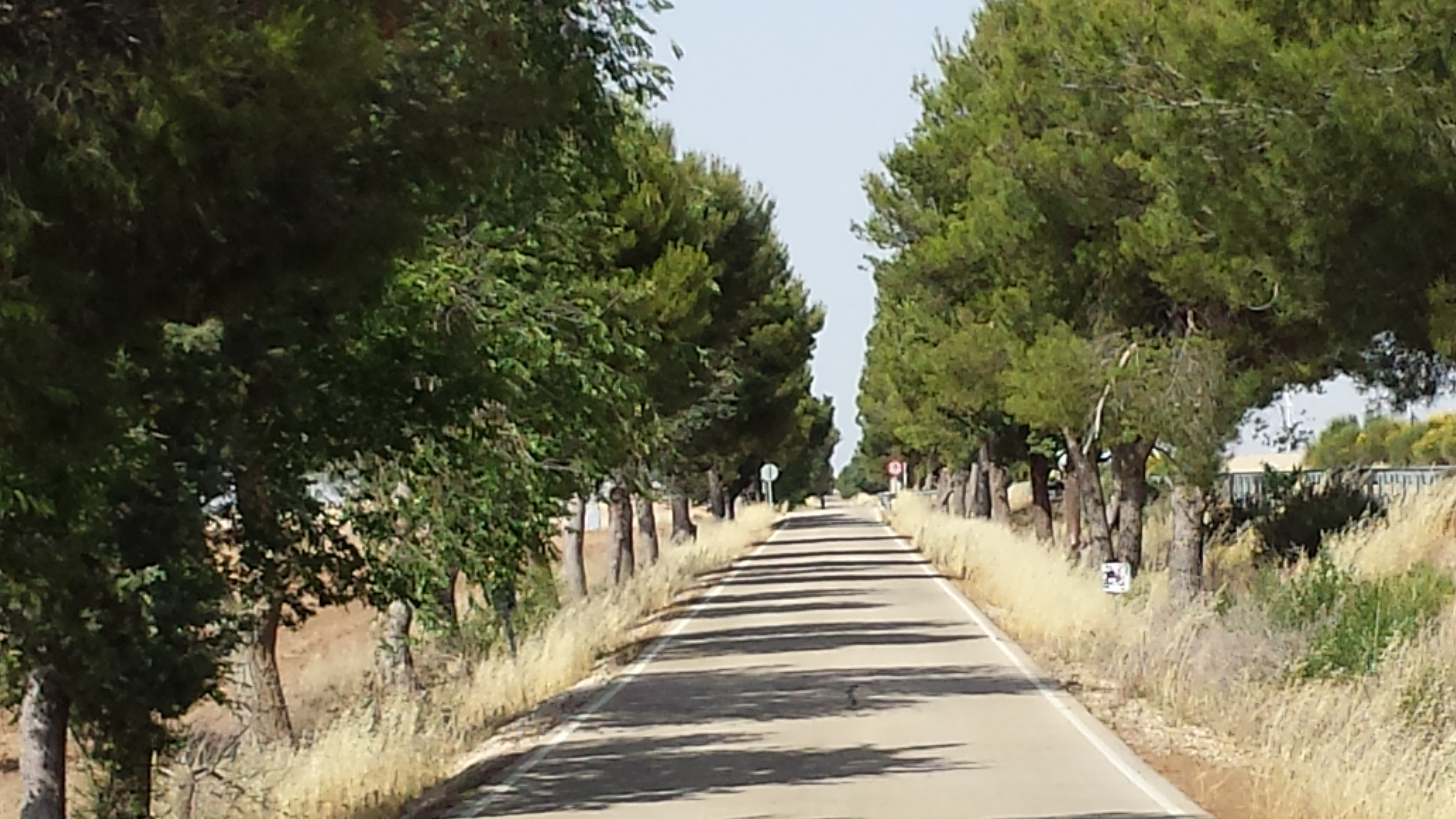
Carril bici Albacete-Ribera del Júcar.

En España prácticamente todas las ciudades importantes disponen de una amplia red de carriles bici ante la gran demanda que existe, la cual va en aumento. Cada vez son más los españoles que utilizan la bicicleta como medio de transporte. El término más empleado en España para designar a la vía destinada al transporte en bicicleta es el de carril bici, aunque también se utiliza el término de vía ciclista. Entre los carriles bici más destacados se encuentra el Carril bici Albacete-Ribera del Júcar con 25 km de longitud.
La ciclovía o carril bici (más utilizado en España) es declarado zona pública para circular sola y preferentemente en bicicleta. Su uso, es mayormente para adultos, pero el Gobierno de España decidió restaurar la normativa vigente del carril bici en 2009, introduciendo por mayoría absoluta (decidido en mayo de 2009, en el parlamento europeo) la aparición de niños mayores de 12 años (solos o acompañados).
En la comunidad autónoma del País vasco estas vías son denominadas "Bidegorri", que significa "Camino rojo", y hace referencia al color del suelo del propio carril bici.

### Ciclovías en México

#### Ciudad de México

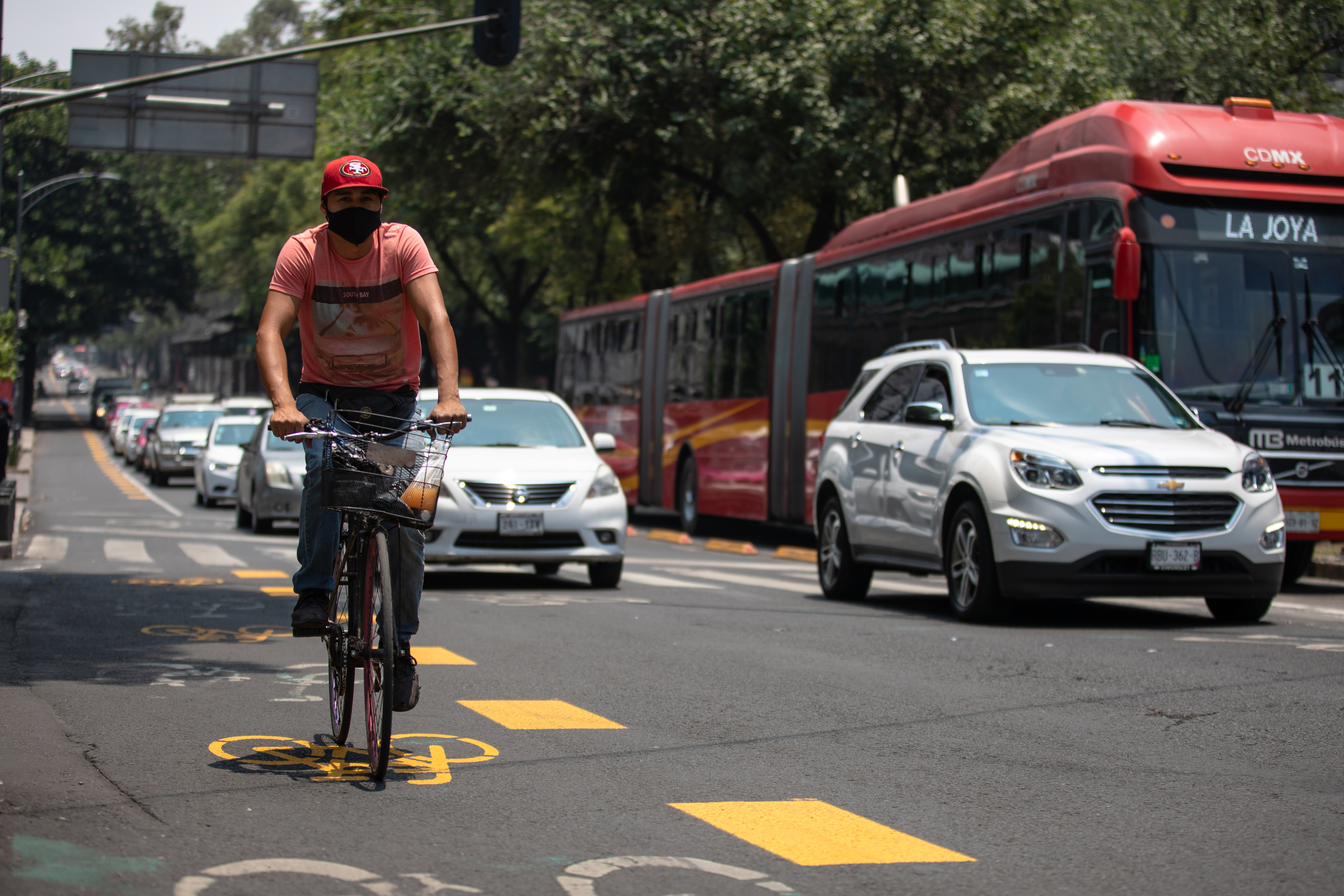
La nueva ciclovía instalada sobre la avenida Insurgentes debido a la epidemia de Covid-19

En la capital de la República Mexicana se han construido tres circuitos de ciclovía. Un circuito corre sobre el derecho de vía del ferrocarril México–Cuernavaca y va desde la Avenida Ejército Nacional en Polanco hasta el Poblado Fierro del Toro en el Estado de Morelos con una distancia total de 59 kilómetros. El segundo circuito se inauguró en las instalaciones del Bosque de Chapultepec y recorre las tres secciones de este parque nacional. Y un tercer circuito corre desde el Bosque de Chapultepec hasta el Zócalo de la Ciudad de México por la avenida Paseo de la Reforma. Además, en la delegación Azcapotzalco - al norte de la ciudad, una antigua vía de Ferronales fue rediseñada como ciclovía de 4.5 km.

#### Guadalajara
En la capital del Estado de Jalisco se ha implementado también la exitosa idea de las ciclovías, aunque en menor medida y con una menor longitud a la que tiene la Ciudad de México. Hasta diciembre de 2016 se tenía conocimiento de 12 rutas definidas.

#### Ixtapa-Zihuatanejo
En esta ciclovía se puede apreciar la flora y la fauna propia de la región como cocodrilos y recorre desde la zona hotelera en Ixtapa hasta la costa.

#### Hidalgo
En Tulancingo cuentan con este tipos de vialidades, esta última cruza por las ciudades de Tulancingo, Santiago Tulantepec y Cuautepec de Hinojosa.

### Ciclovía en Perú
Actualmente, las provincias de Lima y Callao cuentan con 294.35 kilómetros de ciclovías.

#### Provincias de Lima y Callao

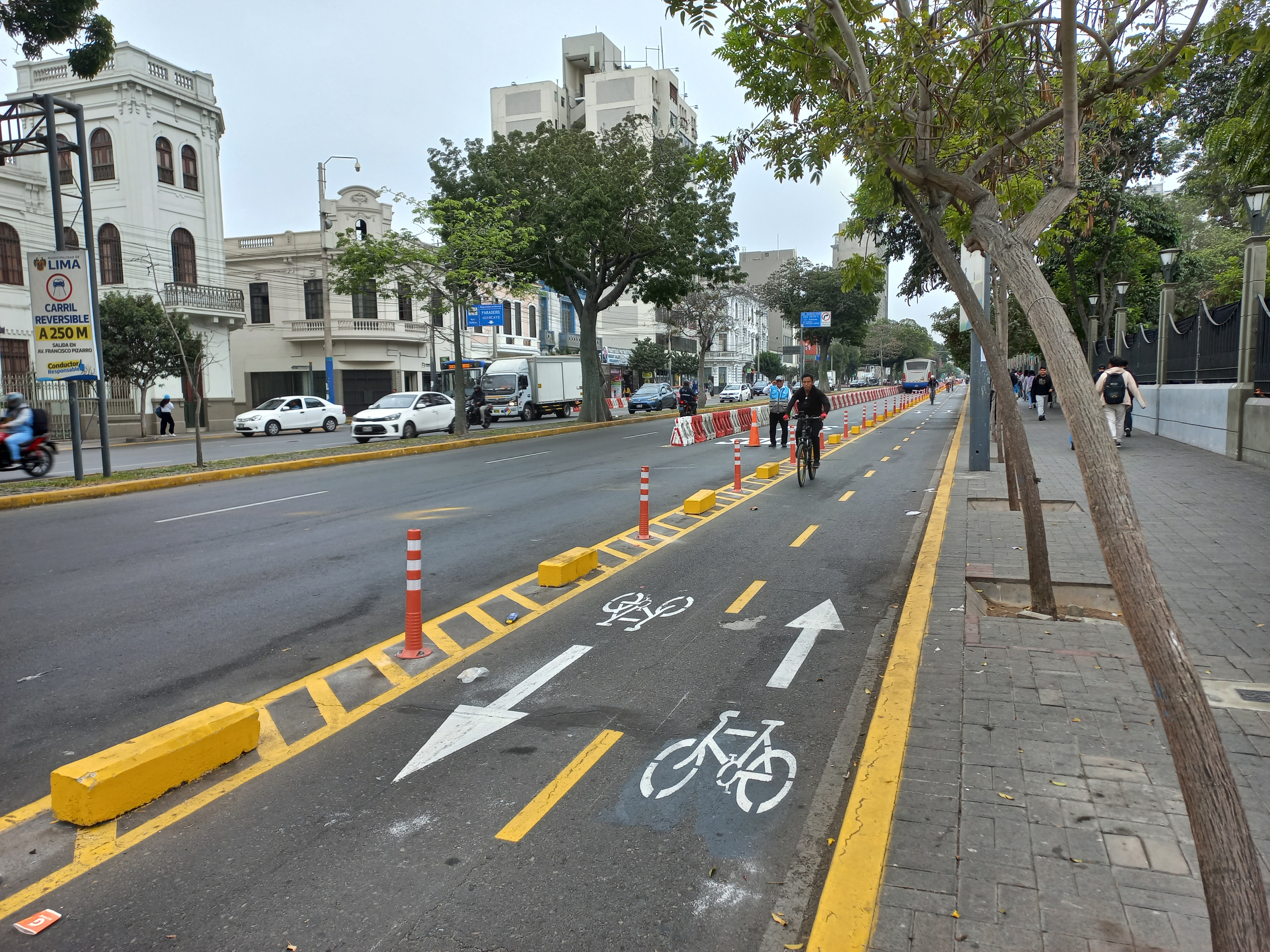
Ciclovía emergente de la avenida Wilson, implementada durante la pandemia de COVID-19

La primera ciclovía de Lima fue inaugurada en 1989. Se extendía a lo largo del trazado de la carretera Panamericana, desde el actual puente que cruza la avenida Benavides hasta las cercanías del centro de la ciudad. Sin embargo, esta ciclovía desapareció con el transcurrir de los años.
Años después, se construyó la ciclovía permanente de la avenida Arequipa. Luego, fue inaugurada la ciclovía de la avenida Salaverry. Pasando los años, se construyeron otras grandes ciclovías: las de las avenidas Universitaria, Colonial y Tomás Valle, y otras ciclovías.

### Ciclovía en Venezuela
Venezuela implementó sus primeros 14 kilómetros de ciclovía en el municipio caraqueño del Chacao a mediados de 2004, con el objetivo de mejorar las condiciones sociales, ambientales y económicas de los habitantes del municipio y sus transeúntes, y desarrollar de un sistema de transporte más eficiente, económico, no contaminante y saludable para el usuario, siguiendo las exitosas experiencias en otras ciudades de Europa y América. 
Sin embargo, debido a que no se construyeron carriles especiales para bicicletas en un inicio, y a la posterior falta de mantenimiento en la pintura azul que demarcaba las ciclovías sobre las calles, las vías para bicicletas desaparecieron totalmente.
Los domingos en la mañana cierran parte de algunas avenidas a los automóviles para reservar su uso a los ciclistas, caminantes y otros: Cota Mil en ambos sentidos y parte de la avenida Río de Janeiro en la urbanización Las Mercedes.

## Alternativas

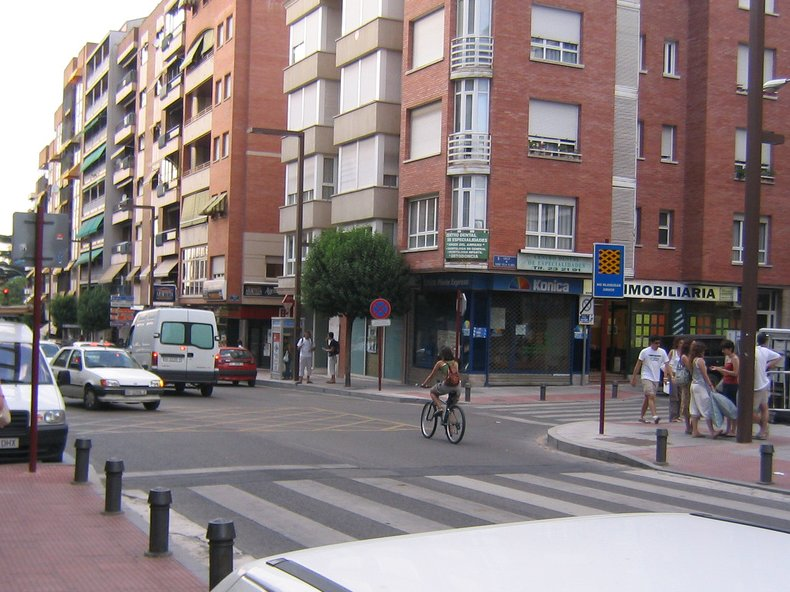
Ciclista circulando integradamente en el tráfico en Guadalajara, España.

### Calzada
Mantener el pleno derecho de los ciclistas a conducir su vehículo por la calzada (infraestructuras ya existentes) y ofrecer a las personas que lo deseen los medios necesarios para aprender a gestionar su espacio adecuadamente por la calzada y así conseguir desplazarse en bici de forma autónoma, segura y eficiente por la calzada de cualquier tipo de calle.

### Calmado de tráfico
Diversas medidas de calmado de tráfico se están extendiendo para facilitar la convivencia de las bicicletas con el tráfico automóvil.

### Marra Gorri
Marra Gorri es una reivindicación que realiza el club cicloturista ETE (Erandioko txirrindulari Elkartea) de Vizcaya. Reivindicando su derecho a circular por las carreteras convencionales, proponen pintar sobre las carreteras en las que actualmente los ciclistas poseen permiso de circulación, una raya de color rojo a un metro y medio, distancia que deben de respetar los conductores a la hora de adelantar un ciclista.

## Ciclovías en el mundo

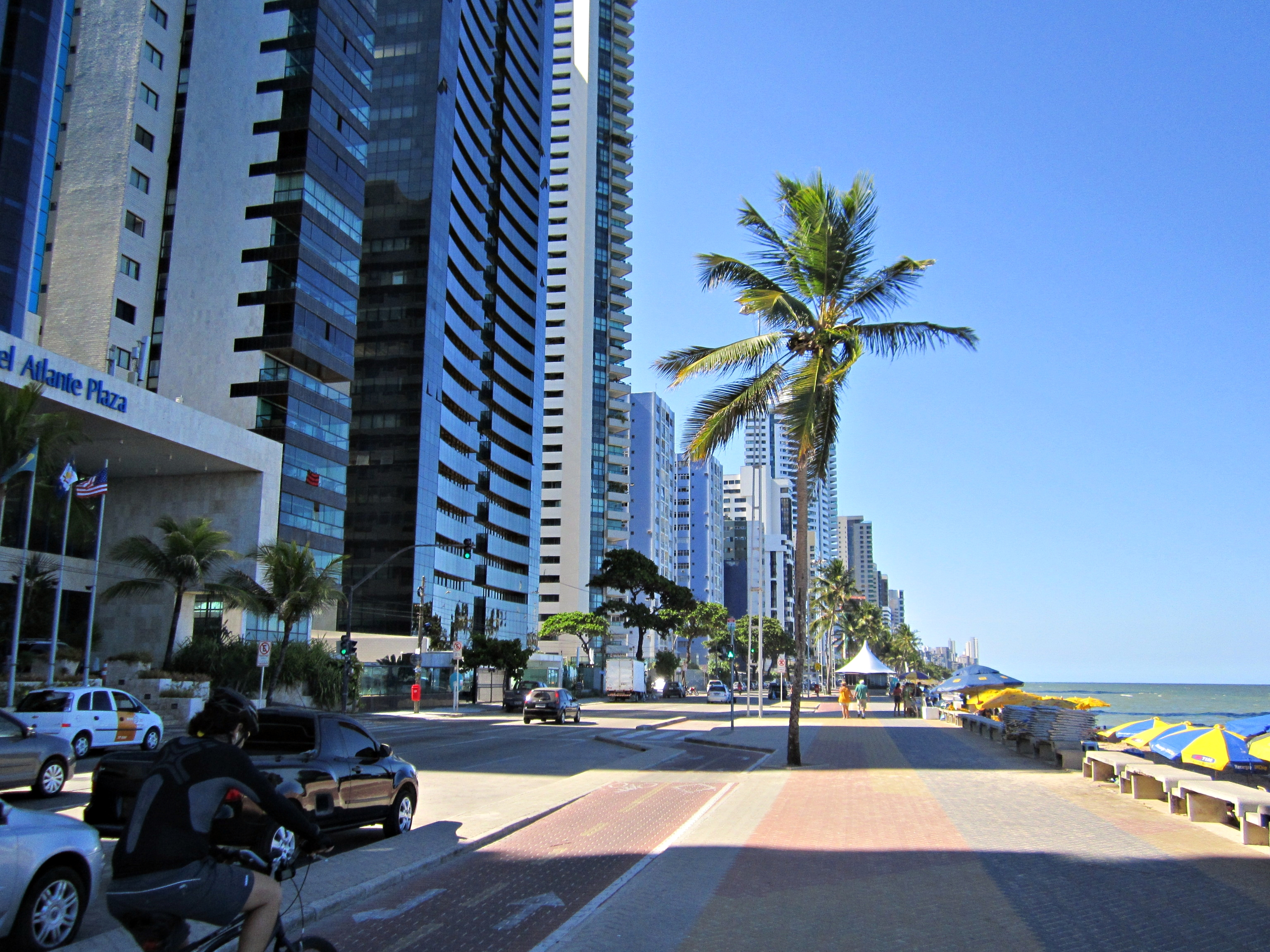
Recife, Brasil
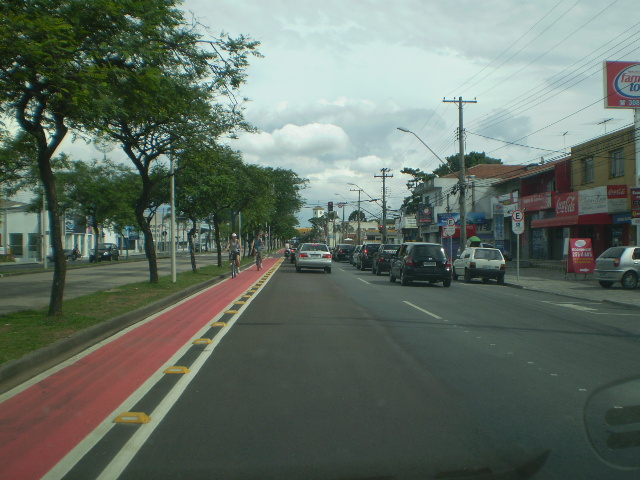
Curitiba, Brasil
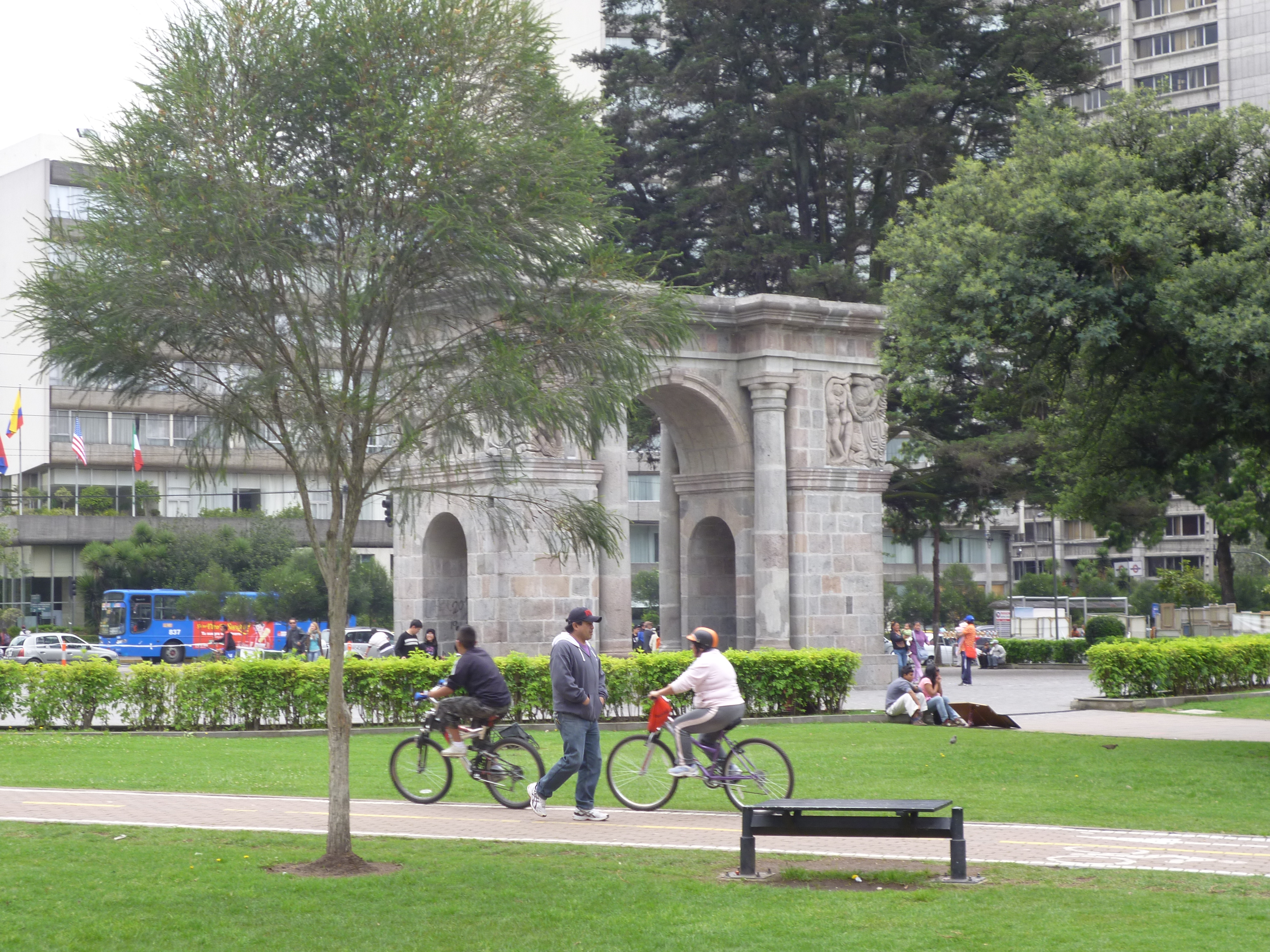
Parque El Ejido, Quito, Ecuador
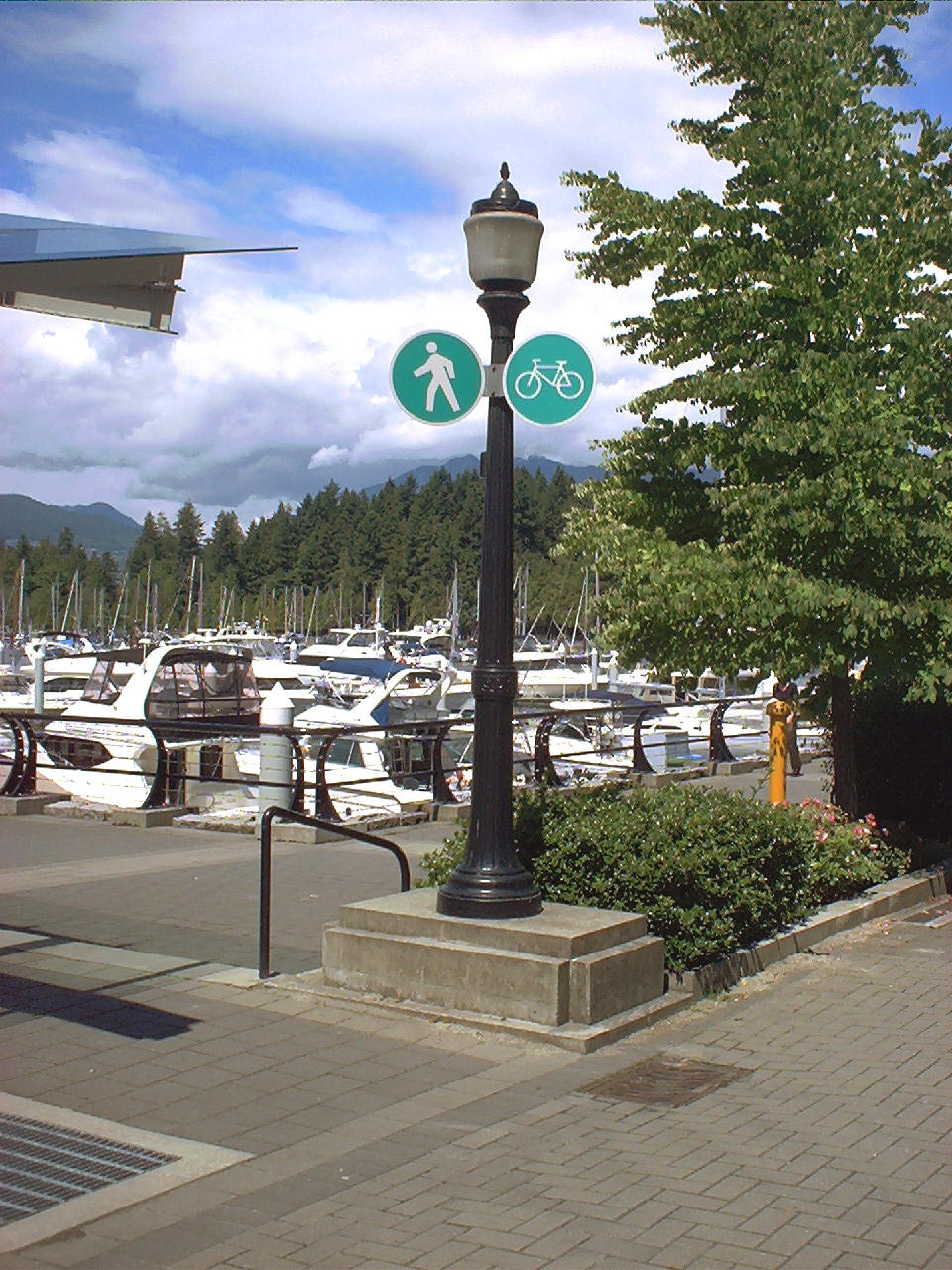
Trans Canada Trail, Vancouver, Canadá
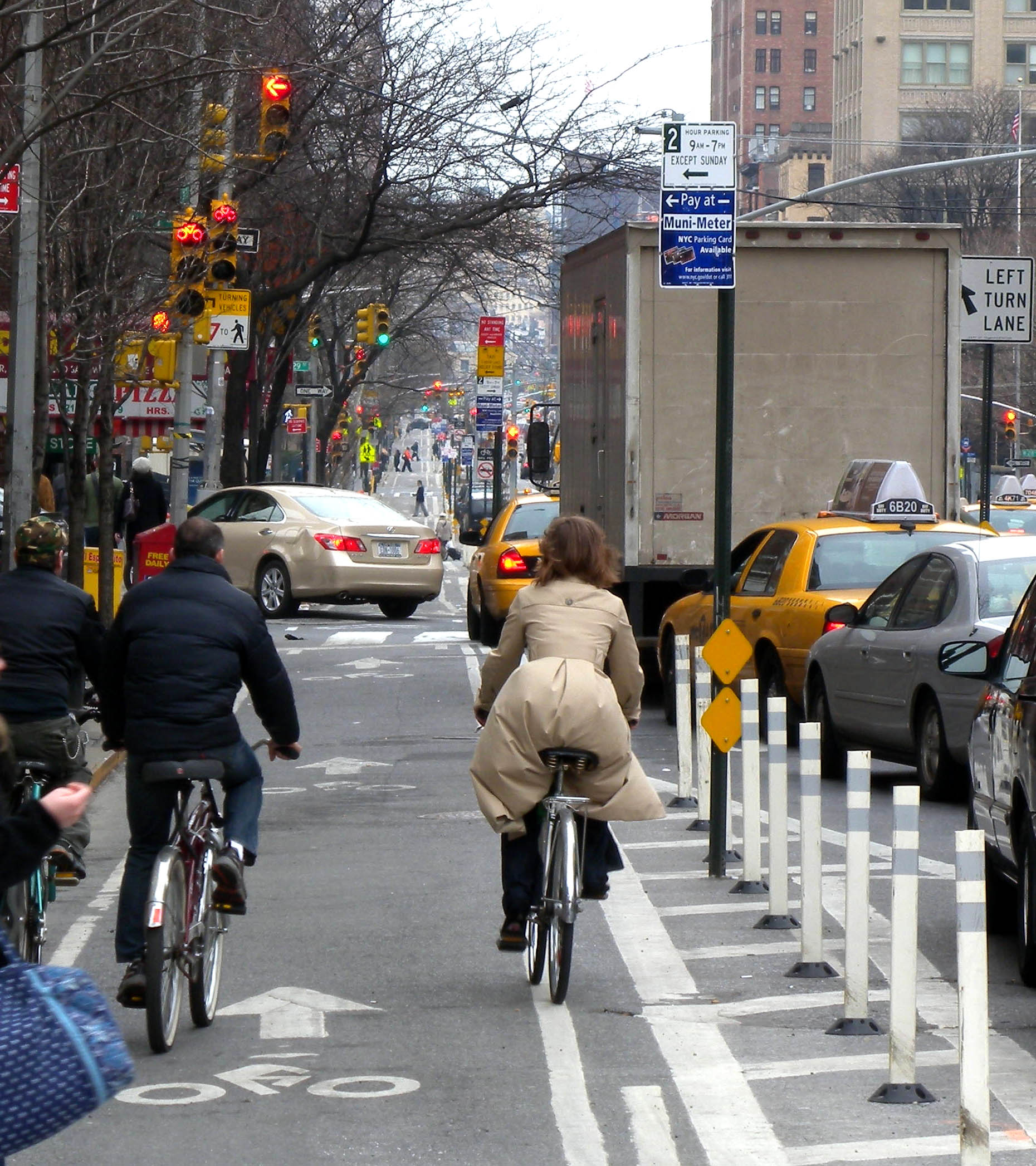
Nueva York
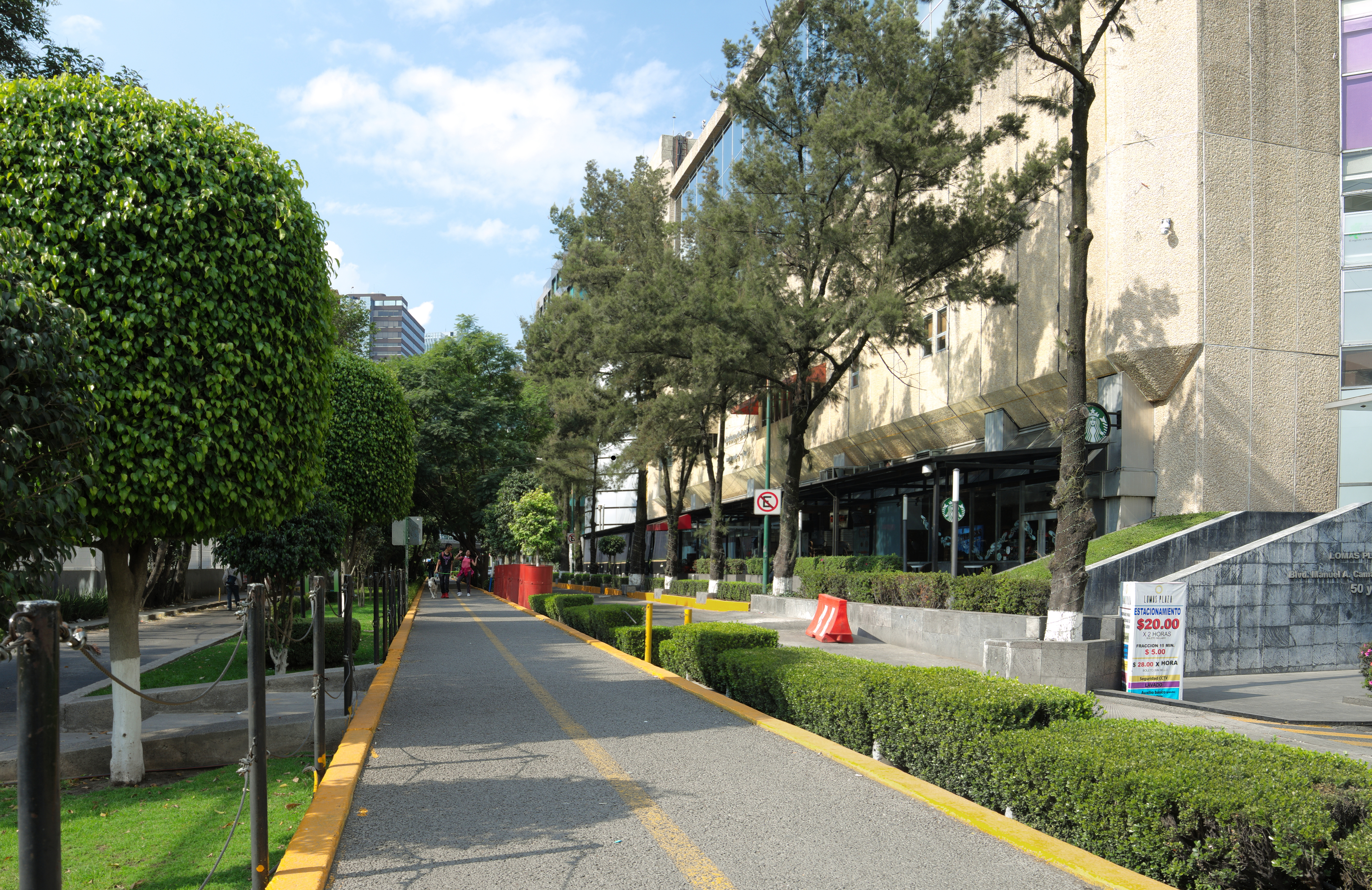
Ciudad de México
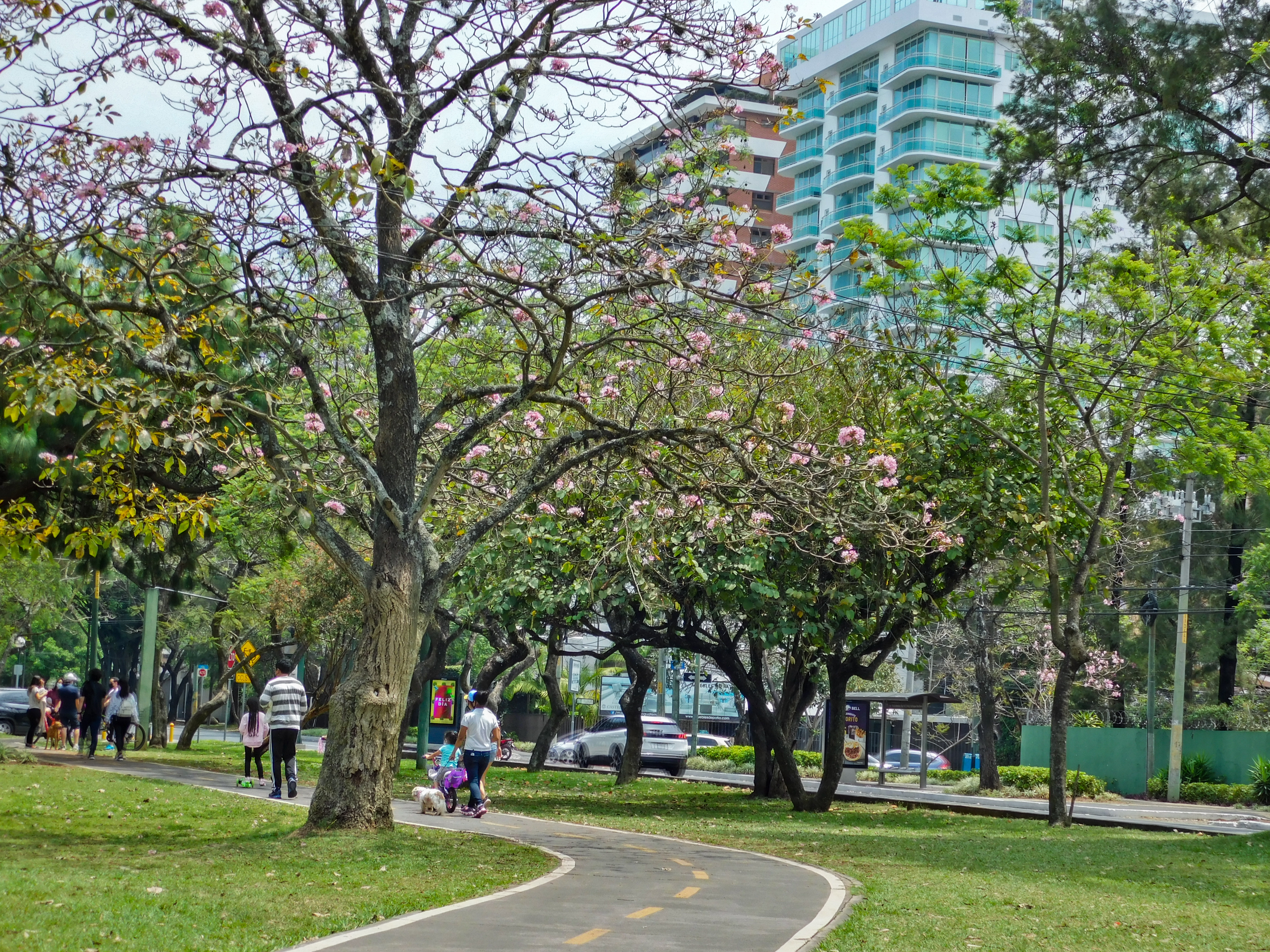
Ciudad de Guatemala
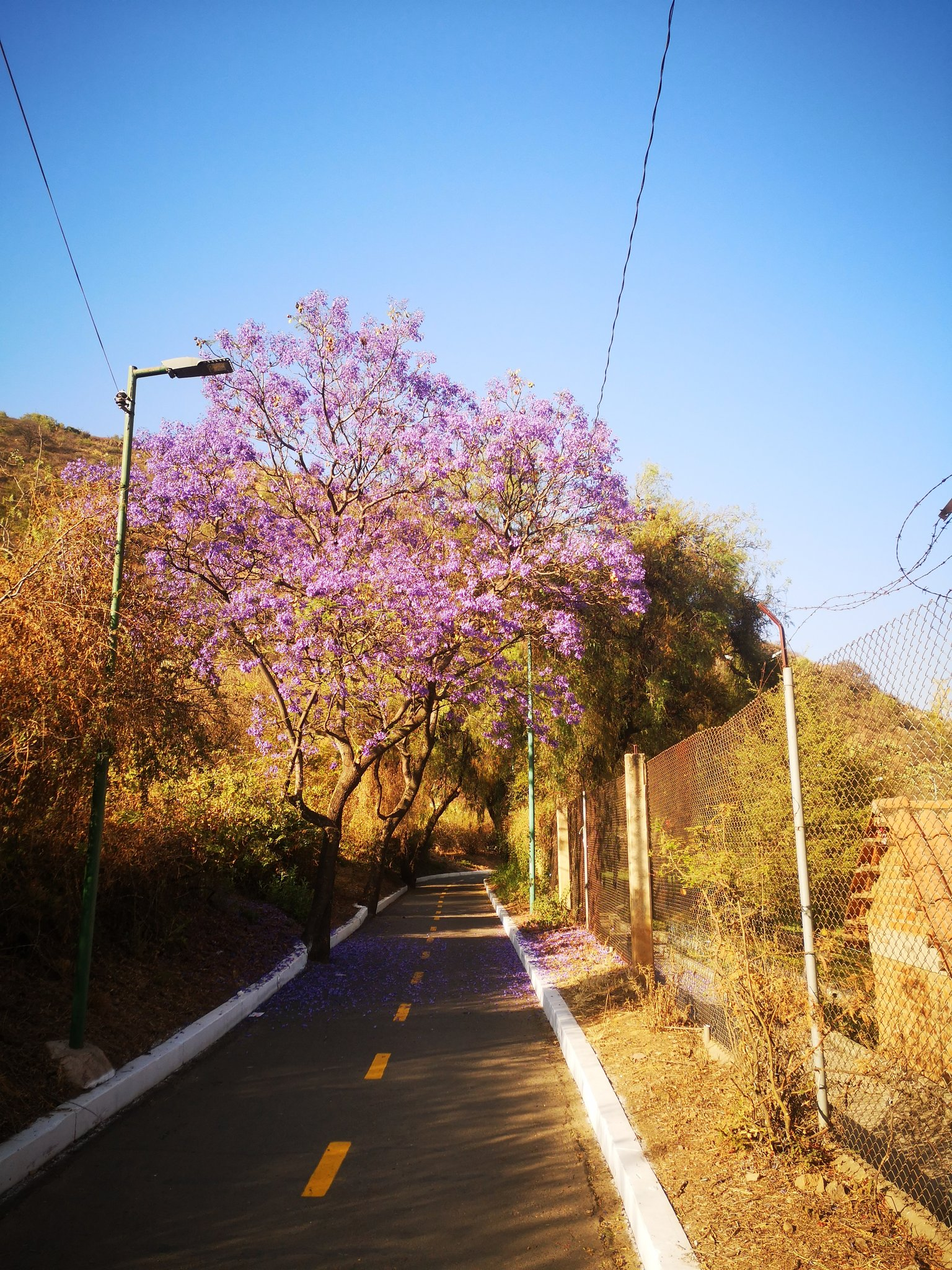
Cochabamba, Región metropolitana, Bolivia
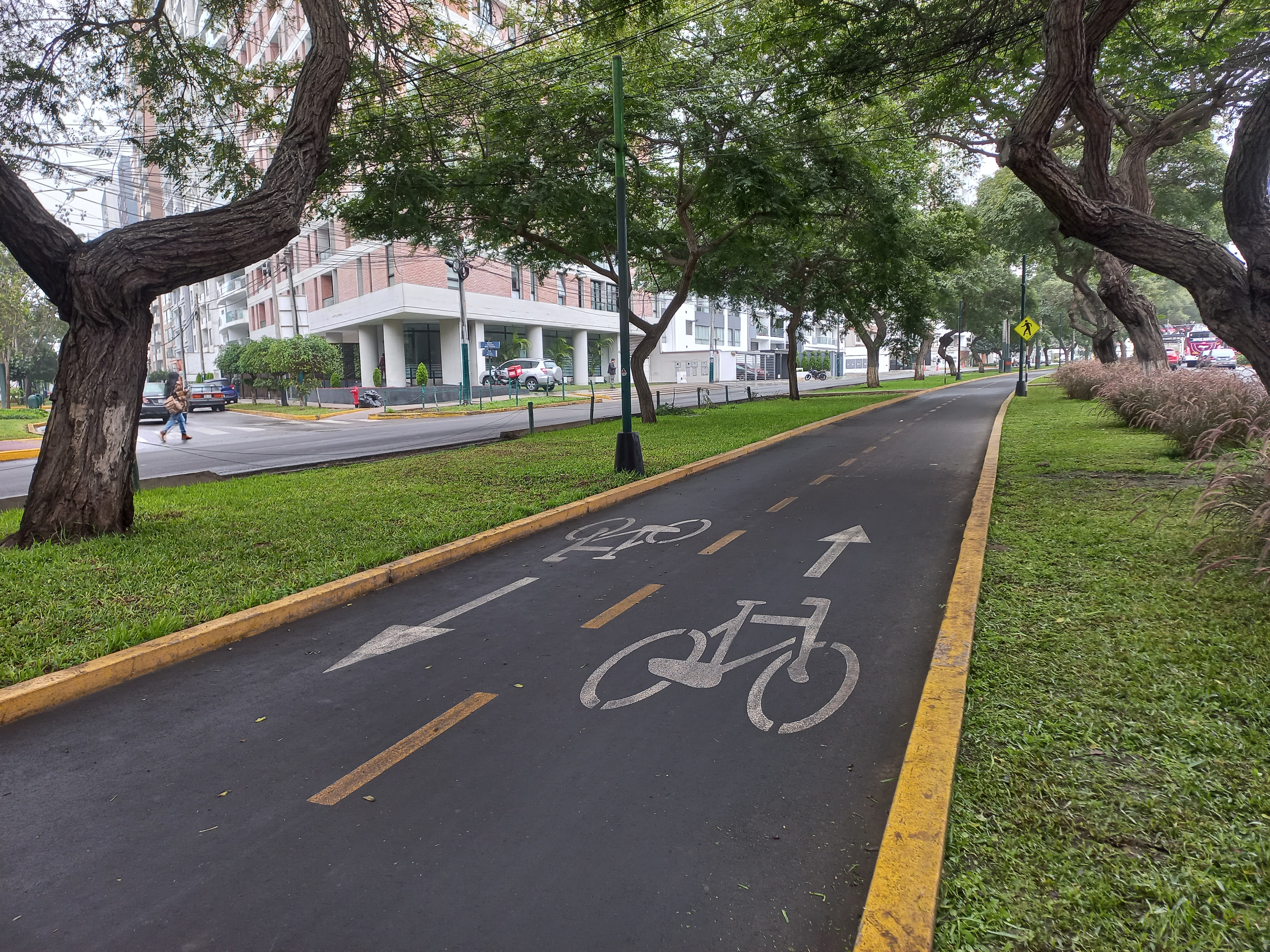
Lima, Perú